# Passiflore
Passiflora
Genre
Passiflora, les passiflores, sont un genre de plantes à fleurs de la famille des Passifloraceae. Il comprend plus de 530 espèces. Ce sont des plantes grimpantes aux fleurs spectaculaires, mais leur abondance n'est garantie que dans les régions au climat doux.
Elles tirent leur nom du fait que les missionnaires jésuites d'Amérique du Sud se servaient, pour représenter la Passion du Christ auprès des indigènes, de la fleur de cette liane : son pistil, les dessins de sa corolle et diverses pièces florales ressemblant à une couronne d'épines, au marteau et aux clous de la Crucifixion.
- Les parties aériennes de la passiflore officinale (Passiflora incarnata) sont connues en phytothérapie pour leur action anxiolytique[2] et sédative.
- La grenadille (Passiflora edulis) donne un fruit comestible à la saveur acidulée, appelé fruit de la passion, et qui entre dans la composition de sorbets, de jus ou de coulis.
- La passiflore bleue (Passiflora caerulea) est la passiflore ornementale la plus cultivée en France métropolitaine.

La diversité des formes de feuilles chez les passiflores serait due aux papillons. Les lépidoptères Heliconius ont tendance à choisir certaines formes de feuilles pour y pondre. La pression des chenilles dévorant ces feuilles pousse la plante à « inventer » d'autres formes.

## Étymologie

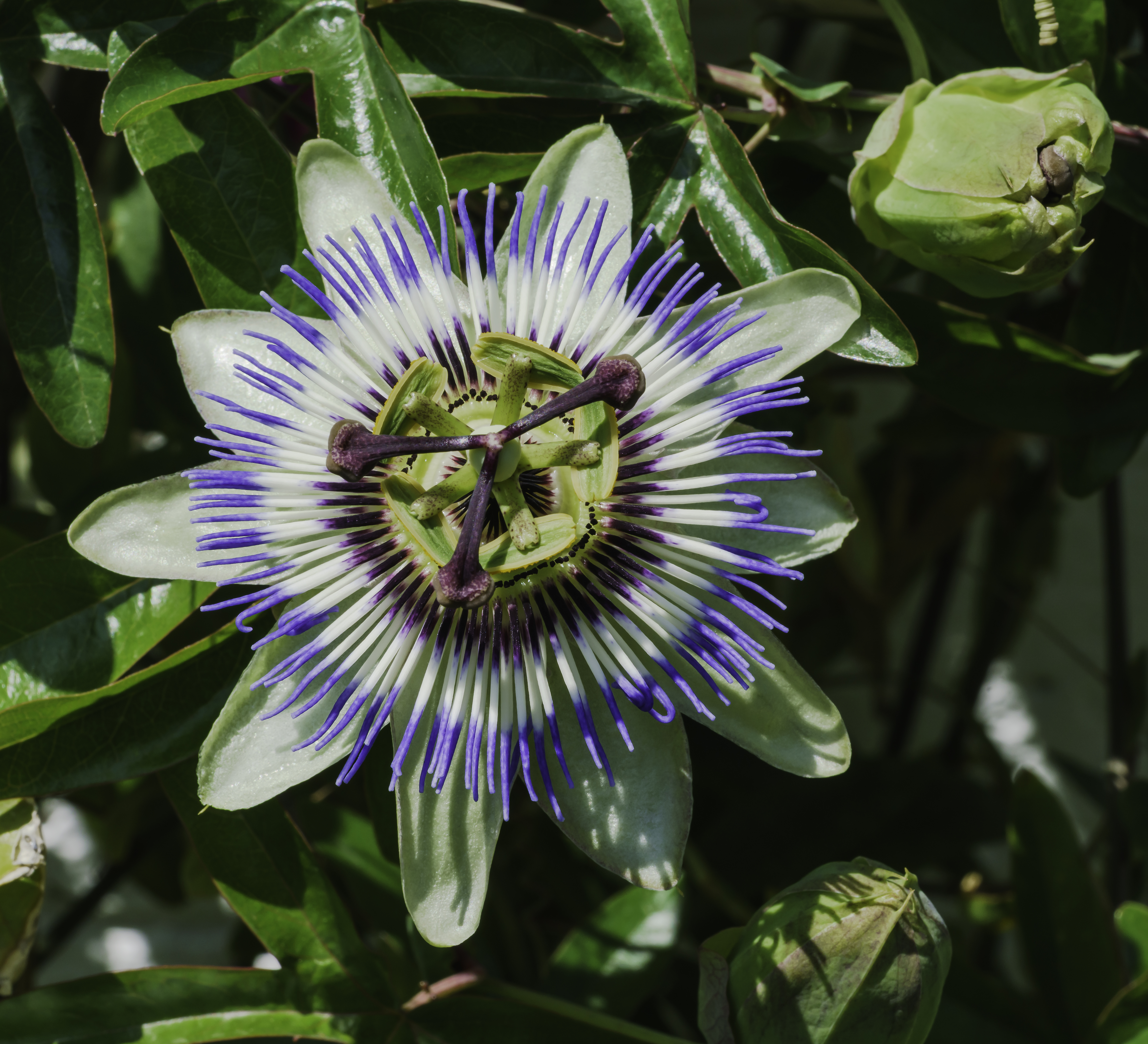
Vue frontale de la fleur.

Le nom vient du latin passio, passion, et flos, fleur.
Nicolas Monardes (1493-1588) fut probablement le premier à employer le terme religieux de flos passionis « fleur de la passion » pour désigner la plante, car la fleur était selon lui, « précisément faite pour représenter la Passion du Christ ». Le nom même de Passiflora fut créé par Federico Cesi en 1628.
En effet, les caractéristiques anatomiques de la plante évoquent la Passion du Christ :
- les dix pétales et sépales représentent les dix apôtres fidèles (à l'exclusion de Pierre et Judas),
- les 5 étamines évoquent les 5 stigmates du Christ,
- les 3 stigmates du pistil rappellent les 3 clous de la Croix,
- les 72 filaments, entourant la partie centrale, suggèrent les 72 épines de la Sainte Couronne,
- la coupe centrale de la fleur représente le Saint Graal,
- la trentaine de taches rondes ornant l'intérieur de la fleur est associée aux 30 pièces d'argent que Judas reçut pour prix de la trahison,
- les feuilles pointues suggèrent la lance ayant percé le flanc de Jésus,
- les vrilles de la plante rappellent le fouet.

En dehors des références chrétiennes, ces plantes sont aussi appelées "clock-flower” (fleur-horloge), la fleur rappelant le cadran d'une horloge.

## Histoire

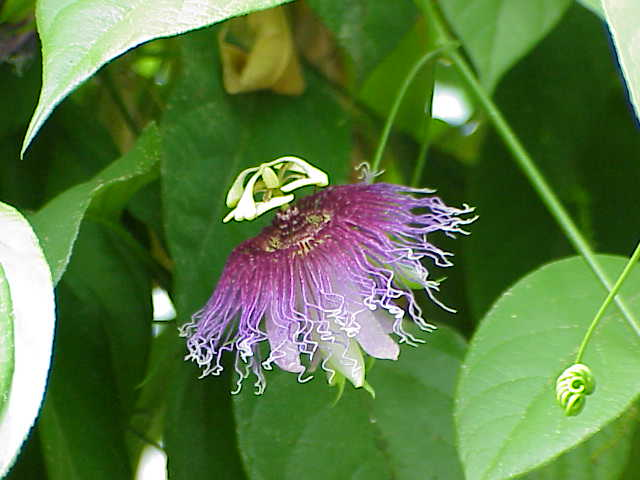
Passiflora serratifolia.

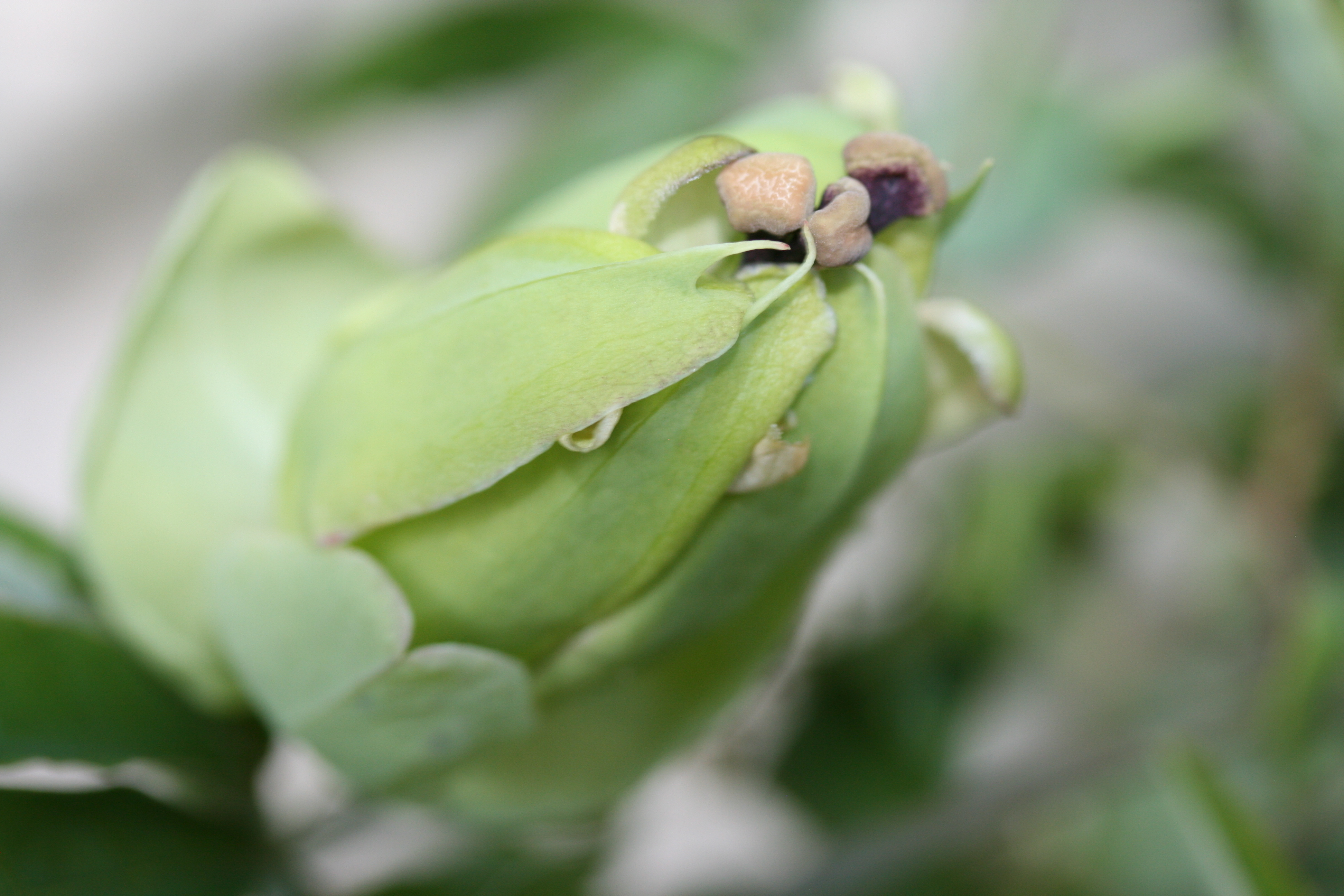
Bouton de passiflore.

Les passiflores étaient inconnues des Européens avant la découverte de l'Amérique par les Espagnols.
La première mention littéraire d'une passiflore se trouve dans la description de la ville de Cali en Colombie donnée par Pedro Cieza de Leon en 1553 où il mentionne les fruits de granadilla (petites grenades) dans les vergers aux alentours de la ville.
Une vingtaine d'années plus tard, on trouve une description plus élaborée des passiflores dans l'ouvrage du médecin botaniste espagnol, Nicolas Monardes, publié en 1569-1574. Monardes né à Séville en 1493 n'est jamais allé en Amérique mais grâce à ses informateurs et aux échantillons de plantes qu'on lui ramenait des Indes occidentales, il put donner dans son ouvrage Historia Medicinal... des descriptions détaillées et relativement objectives de la passiflore, du tabac et de la coca.
Le terme même de Passiflora fut créé par Federico Cesi (1585-1630), fondateur de l'Accademia dei Lincei, dans une publication datée 1628 (mais sortie en 1651).
Avant Linné, seuls quelques botanistes (comme Francisco Hernandez, Leonard Pluckenet, Charles Plumier et Tournefort) ont décrit diverses espèces de passiflores.
La première monographie du genre Passiflora est l'œuvre du botaniste suédois Johan Gustav Hallman (sv) (1726-1797), un élève de Linné. Dans une présentation, il décrit 22 espèces, donne leurs synonymes, l'utilisation qu'en font les indigènes, ainsi qu'une classification et leur distribution.
En 1753, point de départ conventionnel de la taxinomie moderne, Linné dans Species Plantarum, crée le genre Passiflora et donne une description de 24 espèces, en reprenant les travaux de Hallman, nombre porté ensuite à 35 par Lamarck en 1789 puis à 43 par Cavanilles en 1790. L'étape suivante fut la création de la famille des Passifloraceae et la description de 15 espèces supplémentaires, par Antoine-Laurent de Jussieu en 1805.
Aux XIXe et XXe siècles, les plus grands contributeurs au progrès de la connaissance des passiflores furent Augustin-Pyramus de Candolle (1828), Roemer (1846) puis Maxwell Tylden Masters (1871), Hermann Harms (1893) et Ellsworth P. Killip (1938).
Le nombre d'espèces acceptées tourne actuellement aux alentours de 525 dont au moins 175 espèces qui ne peuvent être identifiées au moyen d'une clé. Le besoin d'une révision du genre se fait donc sentir.

## Répartition
Les passiflores se répartissent pour l'essentiel dans les régions tempérées chaudes et tropicales du nouveau monde. Bien qu'elles soient majoritairement présentes sur le continent américain, on retrouve également des espèces en Asie, Australie et Afrique tropicale.

## Culture en France métropolitaine
Étant donné le grand nombre d'espèces du genre Passiflora, il est difficile de donner des conseils généraux pour leur culture. En effet, certaines espèces vivent uniquement en forêts tropicales et ne survivent en Europe qu'en serre. D'autres poussent sous un climat subtropical et peuvent proliférer dans des régions au climat doux comme le littoral méditerranéen, le Pays basque ou la Bretagne. Passiflora caerulea fait partie de ces espèces plus résistantes, d'où son abondance en France.
- Sol : Presque tous les sols conviennent à la culture de la passiflore, sauf très secs ou alcalins. Idéalement elles préfèrent un sol léger et riche. Les passiflores aiment les sols humides, mais redoutent que leur substrat soit détrempé.

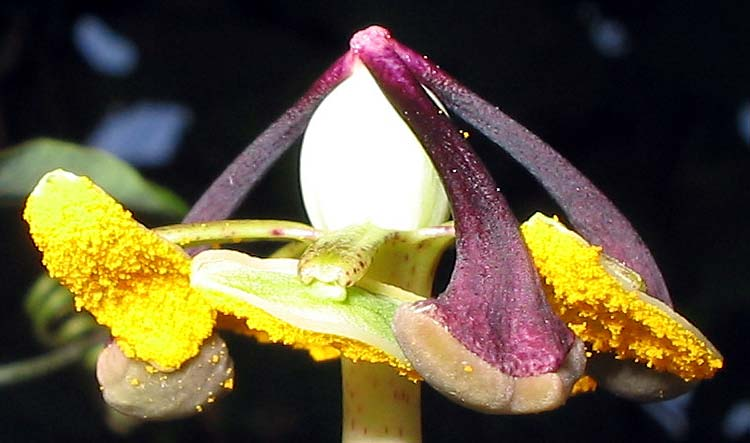
Zoom sur les étamines et pistil de Passiflora caerulea.

- Emplacement : Plein soleil à l'ombre légère. Pour les espèces de climat subtropical, il faut choisir par exemple un mur exposé au sud ou au sud-ouest, pour que la chaleur emmagasinée durant la journée se diffuse pendant la nuit. Les espèces de climat purement tropical ne peuvent vivre à l'extérieur en hiver et ont besoin d'une serre ou d'une véranda.

Les fleurs de passiflore sont très sensibles au gel, aux virus et aux parasites.

### Multiplication
Par bouture de bois semi-dur en été. Il y a lieu de régénérer les vieux plants en les rabattant au niveau du sol. Tailler les tiges qui débordent de l'espace disponible.

## Pharmacologie
Passiflora incarnata possède plusieurs alcaloïdes notamment des inhibiteurs de la  monoamine-oxydase (IMAO) et des sédatifs légers. Pour les maladies liées à la tension nerveuse et au stress, le passiflore en comprimés ou en solution buvable SIPF est un sédatif général. « [...] la passiflore a montré des effets supérieurs à un anxiolytique de la famille des benzodiazépines » . L'association de la passiflore en galénique SIPF avec de la mélisse et de l'aubépine a démontré des effets similaires au Temesta.
L'effet anxiolytique naturel de la passiflore a été démontré par plusieurs études,,.

### Inhibiteur MAO-A
- Harmane
- Quercétine

### Inhibiteur MAO-B
- Harmane

### Inhibiteur MAO
- Apigenine
- Harmaline
- Harmine
- Kaempférol
- Scopoletine

### Sédatif
- Apigénine
- Maltol
- Niacine
- Stigmastérol

## Comportement
Une expérience menée par Francis Hallé montre la capacité de la passiflore à percevoir, d'une part la présence d'un support vers lequel lancer une vrille, puis le déplacement de ce dernier (par l'homme) plusieurs fois de suite dans le même sens, et montre une capacité à anticiper un nouveau déplacement similaire du support en lançant sa vrille du même côté, avant même son déplacement,.

## Liste d'espèces
Selon ITIS (1er janvier 2014) :
- Passiflora affinis Engelm.
- Passiflora alata Curtis
- Passiflora anadenia Urb.
- Passiflora antioquiensis H. Karst.
- Passiflora arida (Mast. & Rose) Killip
- Passiflora arizonica (Killip) D.H. Goldman
- Passiflora X belotii hort. ex Pepin
- Passiflora berteroana Balb. ex DC.
- Passiflora bicornis Mill.
- Passiflora biflora Lam.
- Passiflora bilobata Juss.
- Passiflora bryonioides Kunth
- Passiflora caerulea L.
- Passiflora ciliata Aiton
- Passiflora cincinnata Mast.
- Passiflora coccinea Aubl.
- Passiflora X colvillii Sweet
- Passiflora edulis Sims
- Passiflora filipes Benth.
- Passiflora foetida L.
- Passiflora gracilis Jacq. ex Link
- Passiflora incarnata L.
- Passiflora laurifolia L.
- Passiflora ligularis Juss.
- Passiflora lutea L.
- Passiflora maliformis L.
- Passiflora manicata (Juss.) Pers.
- Passiflora mexicana Juss.
- Passiflora mixta L. f.
- Passiflora morifolia Mast.
- Passiflora multiflora L.
- Passiflora murucuja L.
- Passiflora pallens Poepp. ex Mast.
- Passiflora pallida L.
- Passiflora quadrangularis L.
- Passiflora racemosa Brot.
- Passiflora rubra L.
- Passiflora serratodigitata L.
- Passiflora sexflora Juss.
- Passiflora suberosa L.
- Passiflora subpeltata Ortega
- Passiflora tarminiana Coppens & V.E. Barney
- Passiflora tenuiloba Engelm.
- Passiflora tripartita (Juss.) Poir.
- Passiflora tuberosa Jacq.
- Passiflora tulae Urb.
- Passiflora X violacea Loisel.
- Passiflora vitifolia Kunth

Selon NCBI (1 janvier 2014) :
- Passiflora actinia
- Passiflora actinia x Passiflora elegans
- Passiflora acuminata
- Passiflora adenopoda
- Passiflora affinis
- Passiflora aimae
- Passiflora alata
- Passiflora allantophylla
- Passiflora alnifolia
- Passiflora altebilobata
- Passiflora ambigua
- Passiflora amethystina
- Passiflora amoena
- Passiflora ampullacea
- Passiflora anadenia
- Passiflora andina
- Passiflora antioquiensis
- Passiflora apetala
- Passiflora apoda
- Passiflora arbelaezii
- Passiflora arborea
- Passiflora aurantia
- Passiflora aurantioides
- Passiflora auriculata
- Passiflora berteroana
- Passiflora bicornis
- Passiflora bicrura
- Passiflora biflora
- Passiflora boenderi
- Passiflora bryonioides
- Passiflora caerulea
- Passiflora calcicola
- Passiflora campanulata
- Passiflora candida
- Passiflora candollei
- Passiflora capparidifolia
- Passiflora capsularis
- Passiflora cerasina
- Passiflora ceratocarpa
- Passiflora cerradensis
- Passiflora chelidonea
- Passiflora chrysosepala
- Passiflora ciliata
- Passiflora cincinnata
- Passiflora cincinnata x Passiflora incarnata
- Passiflora cinnabarina
- Passiflora cirrhiflora
- Passiflora citrifolia
- Passiflora citrina
- Passiflora clathrata
- Passiflora cobanensis
- Passiflora coccinea
- Passiflora colimensis
- Passiflora contracta
- Passiflora coriacea
- Passiflora coriacea x Passiflora xiikzodz
- Passiflora costaricensis
- Passiflora crassifolia
- Passiflora crenata
- Passiflora cubensis
- Passiflora cumbalensis
- Passiflora cuneata
- Passiflora cupiformis
- Passiflora cupraea
- Passiflora cuprea
- Passiflora deidamioides
- Passiflora discophora
- Passiflora dolichocarpa
- Passiflora eberhardtii
- Passiflora edmundoi
- Passiflora edulis
- Passiflora eichleriana
- Passiflora elegans
- Passiflora escobariana
- Passiflora exsudans
- Passiflora exura
- Passiflora filipes
- Passiflora foetida
- Passiflora foetida x Passiflora palmeri
- Passiflora gabrielliana
- Passiflora galbana
- Passiflora garckei
- Passiflora gardneri
- Passiflora geminiflora
- Passiflora gibertii
- Passiflora gilbertiana
- Passiflora glandulosa
- Passiflora gracilis
- Passiflora gracillima
- Passiflora guatemalensis
- Passiflora haematostigma
- Passiflora hahnii
- Passiflora hatschbachii
- Passiflora helleri
- Passiflora henryi
- Passiflora herbertiana
- Passiflora hirtiflora
- Passiflora hollrungii
- Passiflora holosericea
- Passiflora ichthyura
- Passiflora inca
- Passiflora incarnata
- Passiflora incarnata x Passiflora sprucei
- Passiflora indecora
- Passiflora iodocarpa
- Passiflora ischnoclada
- Passiflora jatunsachensis
- Passiflora jianfengensis
- Passiflora jilekii
- Passiflora jorullensis
- Passiflora jugorum
- Passiflora juliana
- Passiflora jussieui
- Passiflora kalbreyeri
- Passiflora karwinskii
- Passiflora kawensis
- Passiflora kermesina
- Passiflora kuranda
- Passiflora kwangtungensis
- Passiflora lancearia
- Passiflora lancetillensis
- Passiflora lancifolia
- Passiflora laurifolia
- Passiflora leptoclada
- Passiflora leschenaultii
- Passiflora ligularis
- Passiflora lindeniana
- Passiflora litoralis
- Passiflora lobata
- Passiflora lobbii
- Passiflora loefgrenii
- Passiflora luetzelburgii
- Passiflora lutea
- Passiflora macrophylla
- Passiflora maestrensis
- Passiflora magnifica
- Passiflora maliformis
- Passiflora manicata
- Passiflora mansoi
- Passiflora mathewsii
- Passiflora mcvaughiana
- Passiflora membranacea
- Passiflora mendoncaei
- Passiflora menispermifolia
- Passiflora mexicana
- Passiflora micropetala
- Passiflora microstipula
- Passiflora miersii
- Passiflora misera
- Passiflora mixta
- Passiflora moluccana
- Passiflora monadelpha
- Passiflora mooreana
- Passiflora morifolia
- Passiflora mucronata
- Passiflora multiflora
- Passiflora murucuja
- Passiflora nephrodes
- Passiflora nitida
- Passiflora oblongata
- Passiflora obovata
- Passiflora obtusifolia
- Passiflora odontophylla
- Passiflora oerstedii
- Passiflora orbiculata
- Passiflora organensis
- Passiflora ornithoura
- Passiflora pallida
- Passiflora palmeri
- Passiflora papilio
- Passiflora pardifolia
- Passiflora parritae
- Passiflora pavonis
- Passiflora pedicellaris
- Passiflora pendens
- Passiflora penduliflora
- Passiflora perakensis
- Passiflora perfoliata
- Passiflora picturata
- Passiflora pilosa
- Passiflora pilosicorona
- Passiflora pittieri
- Passiflora platyloba
- Passiflora podlechii
- Passiflora pohlii
- Passiflora porphyretica
- Passiflora punctata
- Passiflora pusilla
- Passiflora pyrrhantha
- Passiflora quadrangularis
- Passiflora racemosa
- Passiflora recurva
- Passiflora reflexiflora
- Passiflora rhamnifolia
- Passiflora riparia
- Passiflora rovirosae
- Passiflora rubra
- Passiflora rufa
- Passiflora rufostipulata
- Passiflora rugosissima
- Passiflora sagasteguii
- Passiflora sandrae
- Passiflora sanguinolenta
- Passiflora seemannii
- Passiflora serratifolia
- Passiflora serratodigitata
- Passiflora serrulata
- Passiflora setacea
- Passiflora setulosa
- Passiflora sexflora
- Passiflora sexocellata
- Passiflora siamica
- Passiflora sicyoides
- Passiflora sidifolia
- Passiflora sodiroi
- Passiflora solomonii
- Passiflora speciosa
- Passiflora sphaerocarpa
- Passiflora sprucei
- Passiflora standleyi
- Passiflora suberosa
- Passiflora subrotunda
- Passiflora tacanensis
- Passiflora tacsonioides
- Passiflora talamancensis
- Passiflora tatei
- Passiflora telesiphe
- Passiflora tenella
- Passiflora tenuifila
- Passiflora tenuiloba
- Passiflora tetrandra
- Passiflora tica
- Passiflora tina
- Passiflora tonkinensis
- Passiflora trialata
- Passiflora tricuspis
- Passiflora trifasciata
- Passiflora trifoliata
- Passiflora trintae
- Passiflora tripartita
- Passiflora trisecta
- Passiflora truncata
- Passiflora tryphostemmatoides
- Passiflora tuberosa
- Passiflora tulae
- Passiflora umbilicata
- Passiflora urnifolia
- Passiflora urubiciensis
- Passiflora variolata
- Passiflora vespertilio
- Passiflora villosa
- Passiflora violacea
- Passiflora viridescens
- Passiflora viridiflora
- Passiflora vitifolia
- Passiflora watsoniana
- Passiflora wilsonii
- Passiflora xiikzodz
- Passiflora xishuangbannaensis

Selon The Plant List (1 janvier 2014) :
- Passiflora actinia Hook.
- Passiflora acuminata DC.
- Passiflora adenopoda DC.
- Passiflora adulterina L. f.
- Passiflora alata Curtis
- Passiflora alato-caerulea Lindl.
- Passiflora allantophylla Mast.
- Passiflora alnifolia Kunth
- Passiflora altebilobata Hemsl.
- Passiflora amalocarpa Barb. Rodr.
- Passiflora amazonica L.K. Escobar
- Passiflora ambigua Hemsl.
- Passiflora amethystina J.C.Mikan
- Passiflora amicorum Wurdack
- Passiflora ampullacea (Mast.) Harms
- Passiflora anastomosans (Lamb. ex DC.) Killip
- Passiflora andersonii DC.
- Passiflora andina Killip
- Passiflora andreana Mast.
- Passiflora anfracta Mast & André
- Passiflora angusta Feuillet & J.M.MacDougal
- Passiflora antioquiensis H. Karst.
- Passiflora apetala Killip
- Passiflora araguensis L.K.Escobar
- Passiflora arbelaezii L. Uribe
- Passiflora arida (Mast. & Rose) Killip
- Passiflora aristulata Mast.
- Passiflora arizonica (Killip) D.H. Goldman
- Passiflora auriculata Kunth
- Passiflora bahiensis Klotzsch
- Passiflora barclayi (Seem.) Mast.
- Passiflora baueri (Lindl.) Mast.
- Passiflora bauhiniifolia Kunth
- Passiflora berteroana Balb. ex DC.
- Passiflora bicuspidata (H.Karst.) Mast.
- Passiflora biflora Lam.
- Passiflora bilobata Juss.
- Passiflora boenderi J.M. MacDougal
- Passiflora bogotensis Benth.
- Passiflora boticarioana Cervi
- Passiflora brachyantha L.K. Escobar
- Passiflora bracteosa Planch. & Linden ex Triana & Planch.
- Passiflora brevifila Killip
- Passiflora bryonioides Kunth
- Passiflora caerulea L.
- Passiflora campanulata Mast.
- Passiflora candida (Poepp. & Endl.) Mast.
- Passiflora candollei Triana & Planch.
- Passiflora capparidifolia Killip
- Passiflora capsularis L.
- Passiflora cardonae Killip
- Passiflora catharinensis Sacco
- Passiflora cauliflora Harms
- Passiflora chelidonea Mast.
- Passiflora chocoensis G. Gerlach & T. Ulmer
- Passiflora chrysophylla Chodat
- Passiflora chrysosepala Schwerdtfeger
- Passiflora ciliata Aiton
- Passiflora cincinnata Mast.
- Passiflora cirrhiflora Juss.
- Passiflora cirrhipes Killip
- Passiflora cissampeloides J.M. MacDougal
- Passiflora citrifolia Salisb.
- Passiflora citrina J.M. MacDougal
- Passiflora clypeophylla Mast.
- Passiflora coactilis (Mast.) Killip
- Passiflora cobanensis Killip
- Passiflora coccinea Aubl.
- Passiflora cochinchinensis Spreng.
- Passiflora colimensis Mast. & Rose
- Passiflora colinvauxii Wiggins
- Passiflora conzattiana Killip
- Passiflora cordistipula Cervi
- Passiflora coriacea Juss.
- Passiflora costaricensis Killip
- Passiflora costata Mast.
- Passiflora crassifolia Killip
- Passiflora crispolanata L. Uribe
- Passiflora cryptopetala Hoehne
- Passiflora cubensis Urb.
- Passiflora cumbalensis (H. Karst.) Harms
- Passiflora cuneata Willd.
- Passiflora cupiformis Mast.
- Passiflora cupraea L.
- Passiflora cuspidifolia Harms
- Passiflora cuzcoensis Killip
- Passiflora cyanea Mast.
- Passiflora deltoifolia Holm-Niels. & Lawesson
- Passiflora dictamo DC.
- Passiflora dioscoreifolia Killip
- Passiflora discophora P. Jørg. & Lawesson
- Passiflora dolichocarpa Killip
- Passiflora eberhardtii Gagnep.
- Passiflora edulis Sims
- Passiflora eggersii Harms
- Passiflora eglandulosa J.M. MacDougal
- Passiflora eichleriana Mast.
- Passiflora emarginata Bonpl.
- Passiflora ernestii Harms
- Passiflora erythrophylla Mast.
- Passiflora escobariana J.M. MacDougal
- Passiflora eueidipabulum S. Knapp & Mallet
- Passiflora exoperculata Mast.
- Passiflora exsudans Zucc.
- Passiflora farneyi Pessoa & Cervi
- Passiflora ferruginea Mast.
- Passiflora filamentosa Cav.
- Passiflora filipes Benth.
- Passiflora flexipes Triana & Planch.
- Passiflora foetida L.
- Passiflora frutescens Ruiz & Pav. ex Killip
- Passiflora fuchsiiflora Hemsl.
- Passiflora galbana Mast.
- Passiflora garckei Mast.
- Passiflora gilbertiana J.M. MacDougal
- Passiflora glaberrima (Juss.) Poir.
- Passiflora glandulosa Cav.
- Passiflora gleasonii Killip
- Passiflora goniosperma Killip
- Passiflora gracilens (A. Gray) Harms
- Passiflora gracilis J.Jacq. ex Link
- Passiflora gritensis H.Karst.
- Passiflora guazumaefolia Juss.
- Passiflora guazumifolia Jacq.
- Passiflora haematostigma Mart. ex Mast.
- Passiflora hahnii (E.Fourn.) Mast.
- Passiflora harlingii Holm-Niels.
- Passiflora hatschbachii Cervi
- Passiflora helleri Peyr.
- Passiflora henryi Hemsl.
- Passiflora heterohelix Killip
- Passiflora hirtiflora P. Jørg. & Holm-Niels.
- Passiflora holosericea L.
- Passiflora holtii Killip
- Passiflora huamachucoensis L.K. Escobar
- Passiflora hyacinthiflora Planch. & Linden ex Triana & Planch.
- Passiflora hypoglauca Harms
- Passiflora indecora Kunth
- Passiflora insignis (Mast.) Hook.f.
- Passiflora involucrata (Mast.) A.H. Gentry
- Passiflora itzensis (J.M. MacDougal) Porter-Utley
- Passiflora jamesonii (Mast.) Bailey
- Passiflora jatunsachensis Schwerdtfeger
- Passiflora jianfengensis S.M. Hwang & Q. Huang
- Passiflora jilekii Wawra
- Passiflora jorullensis Kunth
- Passiflora jugorum W.W. Sm.
- Passiflora juliana J.M. MacDougal
- Passiflora kalbreyeri Mast.
- Passiflora karwinskii Mast.
- Passiflora kermesina Link & Otto
- Passiflora kwangtungensis Merr.
- Passiflora lanata (Juss.) Poir.
- Passiflora lancearia Mast.
- Passiflora lanceolata (Mast.) Harms
- Passiflora lancetillensis J.M. MacDougal & Meerman
- Passiflora lancifolia Desv. ex Ham.
- Passiflora laurifolia L.
- Passiflora lepidota Mast.
- Passiflora leptoclada Harms
- Passiflora leptopoda Harms
- Passiflora ligularis Juss.
- Passiflora linda Panero
- Passiflora lindeniana Planch.
- Passiflora lobata (Killip) Hutch. ex J.M. MacDougal
- Passiflora lobbii Mast.
- Passiflora loefgrenii Vitta
- Passiflora longipes Juss.
- Passiflora longiracemosa Ducke
- Passiflora loretensis Killip
- Passiflora loxensis Killip & Cuatrec.
- Passiflora lutea L.
- Passiflora luzmarina P. Jørg.
- Passiflora lyra Planch. & Linden ex Killip
- Passiflora macdougaliana S. Knapp & Mallet
- Passiflora macrophylla Spruce ex Mast.
- Passiflora maguirei Killip
- Passiflora maliformis L.
- Passiflora malletii J.M. MacDougal
- Passiflora manantlanensis J.M. MacDougal
- Passiflora mandonii (Mast.) Killip
- Passiflora manicata (Juss.) Pers.
- Passiflora mansoi (Mart.) Mast.
- Passiflora marginata Mast.
- Passiflora mathewsii (Mast.) Killip
- Passiflora mayarum J.M. MacDougal
- Passiflora membranacea Benth.
- Passiflora mendoncaei Harms
- Passiflora menispermacea Triana & Planch.
- Passiflora menispermifolia Kunth
- Passiflora mexicana Juss.
- Passiflora micropetala Mart. ex Mast.
- Passiflora microstipula L.E. Gilbert & J.M. MacDougal
- Passiflora miersii Mart.
- Passiflora misera Kunth
- Passiflora mixta L.f.
- Passiflora mollis Kunth
- Passiflora mollissima (Kunth) L.H.Bailey
- Passiflora moluccana Reinw. ex Blume
- Passiflora monadelpha P. Jørg. & Holm-Niels.
- Passiflora montana (Barb. Rodr.) Harms
- Passiflora mooreana Hook. f.
- Passiflora morifolia Mast.
- Passiflora mucronata Lam.
- Passiflora muelleriana (Regel) Mast.
- Passiflora multiflora L.
- Passiflora multiformis Jacq.
- Passiflora murucuja L.
- Passiflora nelsonii Mast. & Rose
- Passiflora nephrodes Mast.
- Passiflora nipensis Britton
- Passiflora nitida Kunth
- Passiflora nubicola J.M. MacDougal
- Passiflora nuriensis Steyerm.
- Passiflora oblongata Sw.
- Passiflora obovata Killip
- Passiflora obtusiloba Mast.
- Passiflora oerstedii Mast.
- Passiflora orbiculata Cav.
- Passiflora organensis Gardner
- Passiflora ornithoura Mast.
- Passiflora ovata DC.
- Passiflora palenquensis Holm-Niels. & Lawesson
- Passiflora pallens Poepp. ex Mast.
- Passiflora palmatisecta Mast.
- Passiflora palmeri Rose
- Passiflora panamensis Killip
- Passiflora papilio H.L. Li
- Passiflora parritae (Mast.) L.H. Bailey
- Passiflora parvifolia (DC.) Harms
- Passiflora pascoensis L.K. Escobar
- Passiflora pavonis Mast.
- Passiflora pedata L.
- Passiflora pedicellaris J.M. MacDougal
- Passiflora peduncularis Cav.
- Passiflora pendens J.M. MacDougal
- Passiflora penduliflora Bertero ex DC.
- Passiflora perfoliata L.
- Passiflora pergrandis Holm-Niels. & Lawesson
- Passiflora phaeocaula Killip
- Passiflora picturata Ker Gawl.
- Passiflora pilosa Ruiz & Pav. ex DC.
- Passiflora pilosicorona Sacco
- Passiflora pinnatistipula Cav.
- Passiflora pittieri Mast.
- Passiflora platyloba Killip
- Passiflora podadenia Killip
- Passiflora poeppigii Mast.
- Passiflora pohlii Mast.
- Passiflora popenovii Killip
- Passiflora porphyretica Mast.
- Passiflora prolata Mast.
- Passiflora pterocarpa J.M. MacDougal
- Passiflora pubera Planch. & Linden ex Triana & Planch.
- Passiflora pulchella Kunth
- Passiflora punctata L.
- Passiflora pusilla J.M. MacDougal
- Passiflora putumayensis Killip
- Passiflora pyrrhantha Harms
- Passiflora quadrangularis L.
- Passiflora quadriflora Killip
- Passiflora quadriglandulosa Rodschied
- Passiflora quetzal J.M. MacDougal
- Passiflora quindiensis Killip
- Passiflora racemosa Brot.
- Passiflora reflexiflora Cav.
- Passiflora reitzii Sacco
- Passiflora resticulata Mast. & André
- Passiflora retipetala Mast.
- Passiflora riparia Mart. ex Mast.
- Passiflora rosea (H.Karst.) Killip
- Passiflora roseorum Killip
- Passiflora rotundifolia L.
- Passiflora rovirosae Killip
- Passiflora rubra L.
- Passiflora rufa Feuillet & J.M.MacDougal
- Passiflora rugosa (Mast.) Planch. & Triana
- Passiflora rugosissima Killip
- Passiflora runa L.K. Escobar
- Passiflora saccoi Cervi
- Passiflora sanctae-mariae J.M. MacDougal
- Passiflora sanctaebarbarae Holm-Niels. & P. Jørg.
- Passiflora sandrae J.M. MacDougal
- Passiflora sanguinolenta Mast. & Linden
- Passiflora santiagana (Killip) Borhidi
- Passiflora sclerophylla Harms
- Passiflora securiclata Mast.
- Passiflora seemannii Griseb.
- Passiflora semiciliosa Triana & Planch.
- Passiflora serratifolia L.
- Passiflora serratodigitata L.
- Passiflora serrulata Jacq.
- Passiflora setacea DC.
- Passiflora setulosa Killip
- Passiflora sexflora Juss.
- Passiflora siamica Craib
- Passiflora sicyoides Schltdl. & Cham.
- Passiflora skiantha Huber
- Passiflora smilacifolia J.M. MacDougal
- Passiflora sodiroi Harms
- Passiflora spectabilis Killip
- Passiflora spinosa (Poepp. & Endl.) Mast.
- Passiflora sprucei Mast.
- Passiflora standleyi Killip
- Passiflora stellata Moritz ex Killip
- Passiflora stenosepala Killip
- Passiflora stipulata Aubl.
- Passiflora storckii (Seem.) Drake
- Passiflora suberosa L.
- Passiflora subfertilis J.M. MacDougal
- Passiflora sublanceolata (Killip) J.M. MacDougal
- Passiflora subpeltata Ortega
- Passiflora subpurpurea P. Jørg. & Holm-Niels.
- Passiflora subrotunda Mast.
- Passiflora subulata Mast.
- Passiflora tarapotina Harms
- Passiflora tarminiana Coppens & V.E. Barney
- Passiflora tatei Killip & Rusby
- Passiflora telesiphe S. Knapp & Mallet
- Passiflora tenella Killip
- Passiflora tenuifila Killip
- Passiflora tenuiloba Engelm.
- Passiflora tessmannii Harms
- Passiflora tica Gómez-Laur. & L.D. Gómez
- Passiflora tiliifolia L.
- Passiflora tonkinensis W.J. de Wilde
- Passiflora trianae Killip
- Passiflora tricuspis Mast.
- Passiflora trifasciata Lem.
- Passiflora trifoliata Cav.
- Passiflora triloba Ruiz & Pav. ex DC.
- Passiflora trinervia (Juss.) Poir.
- Passiflora trinifolia Mast.
- Passiflora tripartita (Juss.) Poir.
- Passiflora trisecta Mast.
- Passiflora trochlearis P. Jørg.
- Passiflora truncata Regel
- Passiflora truxillensis Planch. & Linden ex Triana & Planch.
- Passiflora tryphostemmatoides Harms
- Passiflora tuberosa Jacq.
- Passiflora tucumanensis Hook.
- Passiflora umbilicata (Griseb.) Harms
- Passiflora urbaniana Killip
- Passiflora ursina Killip & Cuatrec.
- Passiflora urubiciensis Cervi
- Passiflora variolata Poepp. & Endl.
- Passiflora vellozii Gardner
- Passiflora veraguasensis J.M. MacDougal
- Passiflora vespertilio L.
- Passiflora vestita Killip
- Passiflora villosa Vell.
- Passiflora viridescens L.K. Escobar
- Passiflora viridiflora Cav.
- Passiflora vitiensis (Seem.) Mast.
- Passiflora vitifolia Kunth
- Passiflora weberbaueri Harms
- Passiflora wilsonii Hemsl.
- Passiflora xiikzodz J.M. MacDougal
- Passiflora xishuangbannaensis Krosnick
- Passiflora yucatanensis Killip
- Passiflora zamorana Killip

Selon Tropicos (1 janvier 2014) (Attention liste brute contenant possiblement des synonymes) :
- Passiflora acerifolia Cham. & Schltdl.
- Passiflora actinia Hook.
- Passiflora aculeata Mill. ex C.F.E. Otto
- Passiflora acuminata DC.
- Passiflora acutissima Killip
- Passiflora adenophylla Mast.
- Passiflora adenopoda DC.
- Passiflora adiantifolia Ker Gawl.
- Passiflora adiantum Willd.
- Passiflora adulterina L. f.
- Passiflora aetheoantha Barb. Rodr.
- Passiflora affinis Engelm.
- Passiflora aimae Annonay & Feuillet
- Passiflora alata Curtis
- Passiflora alba Link & Otto
- Passiflora albicans hort. ex Loudon
- Passiflora albida Ker Gawl.
- Passiflora allantophylla Mast.
- Passiflora allardii hort.
- Passiflora alliacea Barb. Rodr.
- Passiflora alnifolia Kunth
- Passiflora altebilobata Hemsl.
- Passiflora amabilis Hook.
- Passiflora amalocarpa Barb. Rodr.
- Passiflora amazonica L.K. Escobar
- Passiflora ambigua Hemsl.
- Passiflora amethystina J.C. Mikan
- Passiflora amicorum Wurdack
- Passiflora amoena L.K. Escobar
- Passiflora ampullacea (Mast.) Harms
- Passiflora anadenia Urb.
- Passiflora anastomosans (Lamb. ex DC.) Killip
- Passiflora andersonii DC.
- Passiflora andina Killip
- Passiflora andreana Mast.
- Passiflora anfracta Mast & André
- Passiflora angulata Sweet
- Passiflora angusta Feuillet & J.M. MacDougal
- Passiflora angustifolia Sw.
- Passiflora antioquiensis H. Karst.
- Passiflora apetala Killip
- Passiflora aphylla P. Jørg.
- Passiflora apiculata Poepp.
- Passiflora apoda Harms
- Passiflora appendiculata G. Mey.
- Passiflora araguensis L.K. Escobar
- Passiflora araujoi Sacco
- Passiflora arbelaezii L. Uribe
- Passiflora arborea Spreng.
- Passiflora arc-en-ciel Rafarin
- Passiflora arida (Mast. & Rose) Killip
- Passiflora aristulata Mast.
- Passiflora arizonica (Killip) D.H. Goldman
- Passiflora arta Feuillet
- Passiflora arvensis Vell.
- Passiflora ascidia Feuillet
- Passiflora aspera Sessé & Moc.
- Passiflora asperata Regel
- Passiflora assamica Chakrav.
- Passiflora atomaria Planch. ex Mast.
- Passiflora atropurpurea hort.
- Passiflora aurantia G. Forst.
- Passiflora aurantioides (K. Schum.) Krosnick
- Passiflora auriculata Kunth
- Passiflora australis Chodat & Hassl.
- Passiflora azeroana L. Uribe
- Passiflora azulitensis
- Passiflora bahamensis Britton
- Passiflora bahiensis Klotzsch
- Passiflora baileyana Domin
- Passiflora balansae Chodat
- Passiflora balbis Feuillet
- Passiflora bangii Mast.
- Passiflora banksii Benth.
- Passiflora baraquiniana Lem.
- Passiflora barbosae Barb. Rodr.
- Passiflora barclayi (Seem.) Mast.
- Passiflora batryastrophea
- Passiflora baueri (Lindl.) Mast.
- Passiflora bauhiniifolia Kunth
- Passiflora berteroana Balb. ex DC.
- Passiflora bicolorata Baxter
- Passiflora bicornis Houst. ex Mill.
- Passiflora bicrura Urb.
- Passiflora bicuspidata (H. Karst.) Mast.
- Passiflora biflora Lam.
- Passiflora biformis hort. ex Mast.
- Passiflora bifurca Triana & Planch.
- Passiflora bigelovii Small
- Passiflora bilobata Juss.
- Passiflora boenderi J.M. MacDougal
- Passiflora bogotensis Benth.
- Passiflora boliviana (Rusby) Harms
- Passiflora bolstadii Dusén
- Passiflora bomareifolia Steyerm. & Maguire
- Passiflora boyacana Killip
- Passiflora brachyantha L.K. Escobar
- Passiflora brachychlamys Harms
- Passiflora brachystephanea (F. Muell.) Benth.
- Passiflora bracteosa Planch. & Linden ex Triana & Planch.
- Passiflora brasiliana Desf.
- Passiflora brevifila Killip
- Passiflora brevipes Killip
- Passiflora brighamii S. Watson
- Passiflora bryonioides Kunth
- Passiflora bucaramangensis Killip
- Passiflora buchanani Triana & Planch.
- Passiflora buchtienii Killip
- Passiflora burmanica Chakrav.
- Passiflora caatingae L.K. Escobar
- Passiflora cabedelensis Barb. Rodr.
- Passiflora cacao Bernacci & M.M. Souza
- Passiflora caduca J.M. MacDougal
- Passiflora caerulea L.
- Passiflora calcarata Mast.
- Passiflora calcicola Proctor
- Passiflora callacallensis Skrabal & Weigend
- Passiflora calliaquatica E.H.L. Krause
- Passiflora callimorpha Harms
- Passiflora callistemma L.K. Escobar
- Passiflora caloneura Kurz
- Passiflora campanulata Mast.
- Passiflora campestris Barb. Rodr.
- Passiflora cana J.M. MacDougal
- Passiflora candida (Poepp. & Endl.) Mast.
- Passiflora candollei Triana & Planch.
- Passiflora canescens Killip
- Passiflora capparidifolia Killip
- Passiflora capsularis L.
- Passiflora caracasana Jacq. ex Willd.
- Passiflora cardinalis hort. ex Mast.
- Passiflora cardonae Killip
- Passiflora carnosisepala P. Jørg.
- Passiflora carrascoensis P. Jørg. & R. Vásquez
- Passiflora castellanosii Sacco
- Passiflora catharinensis Sacco
- Passiflora caucaense Holm-Niels.
- Passiflora caudata A.H. Gentry
- Passiflora cauliflora Harms
- Passiflora cavanillesii DC.
- Passiflora cayaponioides Rusby
- Passiflora cearaensis Barb. Rodr.
- Passiflora celata G. Cusset
- Passiflora celtifolia Salisb.
- Passiflora cephaleima Bory
- Passiflora cerasina Annonay & Feuillet
- Passiflora ceratocarpa F. Silveira
- Passiflora cerradensis
- Passiflora cervii Milward de Azevedo
- Passiflora chaparensis R. Vásquez
- Passiflora cheiroptera Cortés
- Passiflora chelidonea Mast.
- Passiflora chiapasensis
- Passiflora chlorina L.K. Escobar
- Passiflora chocoensis G. Gerlach & Ulmer
- Passiflora choconiana S. Watson
- Passiflora chrysophylla Chodat
- Passiflora chrysosepala Schwerdtf.
- Passiflora ciliaris Curtis ex Steud.
- Passiflora ciliata Aiton
- Passiflora cincinnata Mast.
- Passiflora cinerea Poepp. & Endl.
- Passiflora cinnabarina Lindl.
- Passiflora cirrhiflora Juss.
- Passiflora cirrhipes Killip
- Passiflora cisnana Harms
- Passiflora cissampeloides J.M. MacDougal
- Passiflora citrifolia Salisb.
- Passiflora citrina J.M. MacDougal
- Passiflora clathrata Mast.
- Passiflora clypeata Sm.
- Passiflora clypeophylla Mast.
- Passiflora coactilis (Mast.) Killip
- Passiflora coarctata Urb. & Ekman
- Passiflora cobanensis Killip
- Passiflora coccinea Aubl.
- Passiflora cochinchinensis Spreng.
- Passiflora colimensis Mast. & Rose
- Passiflora colinvauxii Wiggins
- Passiflora colombiana L.K. Escobar
- Passiflora colorata Mast.
- Passiflora colubrina Poepp. & Endl.
- Passiflora compar Feuillet
- Passiflora complanata J.M. MacDougal
- Passiflora condorita P. Jørg.
- Passiflora contracta Vitta
- Passiflora contrayerva Sm.
- Passiflora conzattiana Killip
- Passiflora cookii Killip
- Passiflora cordistipula Cervi
- Passiflora coriacea Juss.
- Passiflora cornuta Mast.
- Passiflora corumbaensis Barb. Rodr.
- Passiflora costaricensis Killip
- Passiflora costata Mast.
- Passiflora crassifolia Killip
- Passiflora cremastantha Harms
- Passiflora crenata Feuillet & Cremers
- Passiflora crispolanata L. Uribe
- Passiflora cristalina Vanderpl. & Zappi
- Passiflora cryptopetala Hoehne
- Passiflora cuatrecasasii Killip
- Passiflora cubensis Urb.
- Passiflora cuellensis Goudot ex Triana & Planch.
- Passiflora cumbalensis (H. Karst.) Harms
- Passiflora cuneata Willd.
- Passiflora cuneifolia Cav.
- Passiflora cupiformis Mast.
- Passiflora cupraea L.
- Passiflora cuprea L.
- Passiflora cupuliformis Mast. ex Hemsl.
- Passiflora curumbaensis Barb. Rodr.
- Passiflora curva Feuillet
- Passiflora cuspidifolia Harms
- Passiflora cuzcoensis Killip
- Passiflora cyanea Mast.
- Passiflora cyathophora Desv. ex Ham.
- Passiflora dalechampioides Killip
- Passiflora danielii Killip
- Passiflora dasyadenia Urb.
- Passiflora davidii Feuillet
- Passiflora dawei Killip
- Passiflora deficiens Mast.
- Passiflora deidamioides Harms
- Passiflora deltoifolia Holm-Niels. & Lawesson
- Passiflora dentata Vell.
- Passiflora denticulata Sessé & Moc.
- Passiflora diaden Vell.
- Passiflora dictamo DC.
- Passiflora dicthophylla Mast.
- Passiflora difformis Kunth
- Passiflora digitata L.
- Passiflora dioscoreifolia Killip
- Passiflora discolor Link & Otto
- Passiflora discophora P. Jørg. & Lawesson
- Passiflora dispar Killip
- Passiflora divaricata L.
- Passiflora dolichocarpa Killip
- Passiflora dumetosa Barb. Rodr.
- Passiflora eberhardtii Gagnep.
- Passiflora ecuadorica Killip
- Passiflora edmundoi Sacco
- Passiflora edulis Sims
- Passiflora eggersii Harms
- Passiflora eglandulosa J.M. MacDougal
- Passiflora eichleriana Mast.
- Passiflora ekmanii Killip & Urb.
- Passiflora elegans Mast.
- Passiflora elliptica Gardner
- Passiflora emarginata Bonpl.
- Passiflora emiliae Sacco
- Passiflora eminula Mast.
- Passiflora engleriana Harms
- Passiflora eriocaula Harms
- Passiflora ernestii Harms
- Passiflora erosa Rusby
- Passiflora erubescens Triana & Planch.
- Passiflora erythrophylla Mast.
- Passiflora esclavensis Ramírez
- Passiflora escobariana J.M. MacDougal
- Passiflora eslavensis Ramírez
- Passiflora eueidipabulum S. Knapp & Mallet
- Passiflora europhylla Mast.
- Passiflora exoperculata Mast.
- Passiflora exsudans Zucc.
- Passiflora exura Feuillet
- Passiflora fanchonae Feuillet
- Passiflora farneyi Pessoa & Cervi
- Passiflora faroana Harms
- Passiflora fernandezii L.K. Escobar
- Passiflora ferruginea Mast.
- Passiflora fieldiana Tillett
- Passiflora fieldii G.W. Johnson
- Passiflora filamentosa Cav.
- Passiflora filipes Benth.
- Passiflora fimbriatistipula Harms
- Passiflora fissurosa M.A.D. de Souza
- Passiflora flexipes Triana & Planch.
- Passiflora flexuosa Gardner
- Passiflora floribunda Lem.
- Passiflora foetida L.
- Passiflora formosa Ulmer
- Passiflora fragrans Regel
- Passiflora franchetiana Hemsl.
- Passiflora frutescens Ruiz & Pav. ex Killip
- Passiflora fruticosa Killip
- Passiflora fuchsiiflora Hemsl.
- Passiflora fulgens Wallis ex E. Morren
- Passiflora furcata Mast.
- Passiflora fuscinata Mast.
- Passiflora gabrielliana Vanderpl.
- Passiflora galbana Mast.
- Passiflora garckei Mast.
- Passiflora gardneri Mast.
- Passiflora geminiflora D. Don
- Passiflora gibertii N.E. Br.
- Passiflora gigantifolia Harms
- Passiflora gilbertiana J.M. MacDougal
- Passiflora glaberrima (Juss.) Poir.
- Passiflora glabra Mill.
- Passiflora glabrata Kunth
- Passiflora glandulosa Cav.
- Passiflora glauca Dryand.
- Passiflora glaucescens Killip
- Passiflora glaucophylla Pulle
- Passiflora gleasonii Killip
- Passiflora globosa Vell.
- Passiflora goniosperma Killip
- Passiflora gossypiifolia Desv. ex Ham.
- Passiflora goudotiana Triana & Planch.
- Passiflora gracilens (A. Gray) Harms
- Passiflora gracilis J. Jacq. ex Link
- Passiflora gracillima Killip
- Passiflora granadilla L. Gaterau
- Passiflora grandiflora Salisb.
- Passiflora grandis Killip
- Passiflora gratissima A. St.-Hil.
- Passiflora gritensis H. Karst.
- Passiflora guatemalensis S. Watson
- Passiflora guazumaifolia Juss.
- Passiflora guedesii Huber
- Passiflora guentheri Harms
- Passiflora guianensis G. Mey. ex Miq.
- Passiflora haematostigma Mart. ex Mast.
- Passiflora hahnii (E. Fourn.) Mast.
- Passiflora hainanensis Hance
- Passiflora harlingii Holm-Niels.
- Passiflora hartwiesiana hort. ex Mast.
- Passiflora hassleriana Chodat
- Passiflora hastata Bertol.
- Passiflora hastifolia Killip
- Passiflora hatschbachii Cervi
- Passiflora haughtii Killip
- Passiflora hederacea Cav.
- Passiflora hederifolia Lam.
- Passiflora helleborifolia Wallis ex Mast.
- Passiflora helleri Peyr.
- Passiflora hemicycla G. Mey.
- Passiflora henryi Hemsl.
- Passiflora herbertiana Ker Gawl.
- Passiflora hermannii DC.
- Passiflora herthae Harms
- Passiflora heterohelix Killip
- Passiflora heterophylla Aiton
- Passiflora hexagonocarpa Barb. Rodr.
- Passiflora hexangularis Raeusch.
- Passiflora heydei Killip
- Passiflora heyneana Wall.
- Passiflora hibiscifolia Lam.
- Passiflora hieronymi Harms
- Passiflora hircina Sweet (ex Loudon)
- Passiflora hirsuta L.
- Passiflora hirtiflora P. Jørg. & Holm-Niels.
- Passiflora hispida DC. ex Triana & Planch.
- Passiflora hispidula Knowles & Westc.
- Passiflora hollrungii K. Schum.
- Passiflora holosericea L.
- Passiflora holtii Killip
- Passiflora hondala Steud.
- Passiflora horsfieldii Blume
- Passiflora huamachucoensis L.K. Escobar
- Passiflora hullitii Ed. Otto
- Passiflora hyacinthiflora Planch. & Linden ex Triana & Planch.
- Passiflora hybrida Nees
- Passiflora hydrophila Barb. Rodr.
- Passiflora hypoglauca Harms
- Passiflora ianthina Mast.
- Passiflora ichthyura Mast.
- Passiflora ilamo J.M. MacDougal & MacVean
- Passiflora imbeana Sacco
- Passiflora imthurnii Mast.
- Passiflora inamoena A. Gray
- Passiflora inca P. Jørg.
- Passiflora incarnata L.
- Passiflora indecora Kunth
- Passiflora insignis (Mast.) Hook. f.
- Passiflora insueta Feuillet & J.M. MacDougal
- Passiflora intermedia Urb.
- Passiflora intricata J.M. MacDougal
- Passiflora inundata Ducke
- Passiflora involucellata Harms
- Passiflora involucrata (Mast.) A.H. Gentry
- Passiflora iodocarpa Barb. Rodr.
- Passiflora ischnoclada Harms
- Passiflora isotriloba Cufod.
- Passiflora itondala Steud.
- Passiflora jamesonii (Mast.) Bailey
- Passiflora jardinensis L.K. Escobar
- Passiflora jatunsachensis Schwerdtf.
- Passiflora jenmanii Mast.
- Passiflora jianfengensis S.M. Hwang & Q. Huang
- Passiflora jiboiaensis M.L. Milward de Azevedo
- Passiflora jilekii Wawra
- Passiflora joergenseniana T. Boza
- Passiflora jorullensis Kunth
- Passiflora jugorum W.W. Sm.
- Passiflora juliana J.M. MacDougal
- Passiflora jussieui Feuillet
- Passiflora kalbreyeri Mast.
- Passiflora karsteniana A. Dietr.
- Passiflora karwinskii Mast.
- Passiflora kawensis Feuillet
- Passiflora kegeliana Garcke
- Passiflora kerii Spreng.
- Passiflora kermesina Link & Otto
- Passiflora kermesina x caerulea Killip
- Passiflora ketura
- Passiflora kikiana Cervi & L. von Linsingen
- Passiflora killipiana Cuatrec.
- Passiflora kohautiana C. Presl
- Passiflora kuranda Krosnick & A.J. Ford
- Passiflora kwangsiensis H.L. Li
- Passiflora kwangtungensis Merr.
- Passiflora lambertii hort. ex Mast.
- Passiflora laminensis Barb. Rodr.
- Passiflora lanata (Juss.) Poir.
- Passiflora lancearia Mast.
- Passiflora lanceolata (Mast.) Harms
- Passiflora lancetillensis J.M. MacDougal & Meerman
- Passiflora lancifolia Desv. ex Ham.
- Passiflora laticaulis Killip
- Passiflora latifolia DC.
- Passiflora lauana J.M. MacDougal
- Passiflora laurifolia L.
- Passiflora lehmannii Mast.
- Passiflora lepidota Mast.
- Passiflora leptoclada Harms
- Passiflora leptomischa Harms
- Passiflora leptopoda Harms
- Passiflora leschenaultii DC.
- Passiflora liebmannii Mast.
- Passiflora ligularis Juss.
- Passiflora ligulifolia Mast.
- Passiflora limbata Ten.
- Passiflora linda Panero
- Passiflora lindeniana Planch. ex Triana & Planch.
- Passiflora lineariloba Hook. f.
- Passiflora linearistipula L.K. Escobar
- Passiflora litoralis Kunth
- Passiflora lobata (Killip) Hutch. ex J.M. MacDougal
- Passiflora lobbii Mast.
- Passiflora lockhartii G. Don ex M. Roem.
- Passiflora loefgrenii Vitta
- Passiflora lonchophora Harms
- Passiflora longicuspis Vanderpl. & S. Vanderpl.
- Passiflora longiflora Lam.
- Passiflora longifolia Lam.
- Passiflora longilobis Hoehne
- Passiflora longipes Juss.
- Passiflora longiracemosa Ducke
- Passiflora loretensis Killip
- Passiflora lorifera Mast. & André
- Passiflora loudonii Atk. ex W.H. Baxter & G. Don
- Passiflora loureiroi G. Don
- Passiflora lowei Heer
- Passiflora loxensis Killip & Cuatrec.
- Passiflora luciensis Urb.
- Passiflora luetzelburgii Harms
- Passiflora lunata Sm.
- Passiflora lunulata Sowerby
- Passiflora lutea L.
- Passiflora luzmarina P. Jørg.
- Passiflora lyra Planch. & Linden ex Killip
- Passiflora lyraefolia Tussac
- Passiflora lyrifolia Tussac
- Passiflora macdougaliana S. Knapp & Mallet
- Passiflora macfadyenii C.D. Adams
- Passiflora macrocarpa Linden ex Mast.
- Passiflora macroceps Mast.
- Passiflora macrochlamys Harms
- Passiflora macrophylla Spruce ex Mast.
- Passiflora macropoda Killip
- Passiflora macrostemma Killip
- Passiflora maculata Scan. ex Colla
- Passiflora maculifolia Mast.
- Passiflora madidiana P. Jørg., Cayola & A. Araujo
- Passiflora maestrensis Duharte
- Passiflora magdalenae Triana & Planch.
- Passiflora magnifica L.K. Escobar
- Passiflora maguirei Killip
- Passiflora malacophylla Mast.
- Passiflora maliformis L.
- Passiflora malletii J.M. MacDougal
- Passiflora manantlanensis J.M. MacDougal
- Passiflora mandonii (Mast.) Killip
- Passiflora manicata (Juss.) Pers.
- Passiflora manora R.R. Scott
- Passiflora mansoi (Mart.) Mast.
- Passiflora mapiriensis Harms
- Passiflora margaritae Sacco
- Passiflora marginata Mast.
- Passiflora mariae (Sodiro) Harms
- Passiflora mariquitensis Mutis ex L. Uribe
- Passiflora markiana A.K. Hansen
- Passiflora marmorea Linden
- Passiflora mascarensis C. Presl
- Passiflora mastersiana Harms
- Passiflora mathewsii (Mast.) Killip
- Passiflora mauritiana A. Thouars
- Passiflora maximiliana Bory
- Passiflora mayana W.H. Baxter & G. Don
- Passiflora mayarum J.M. MacDougal
- Passiflora mcvaughiana J.M. MacDougal
- Passiflora mediterranea Vell.
- Passiflora medusaea Lem.
- Passiflora melahelos Gilli
- Passiflora membranacea Benth.
- Passiflora mendoncaei Harms
- Passiflora menispermacea Triana & Planch.
- Passiflora menispermifolia Kunth
- Passiflora meridensis H. Karst.
- Passiflora mesadenia Killip
- Passiflora mexicana Juss.
- Passiflora micrantha Killip
- Passiflora microcarpa Mast.
- Passiflora micropetala Mart. ex Mast.
- Passiflora microstipula L.E. Gilbert & J.M. MacDougal
- Passiflora middletoniana Paxton
- Passiflora miersii Mart.
- Passiflora miniata Vanderpl.
- Passiflora minima L.
- Passiflora miraflorensis Killip
- Passiflora misera Kunth
- Passiflora mixta L. f.
- Passiflora mollis Kunth
- Passiflora mollissima (Kunth) L.H. Bailey
- Passiflora moluccana Reinw. ex Blume
- Passiflora monadelpha P. Jørg. & Holm-Niels.
- Passiflora monnieri Buc'hoz
- Passiflora montana (Barb. Rodr.) Harms
- Passiflora monticola J.R. Johnst.
- Passiflora mooreana Hook. f.
- Passiflora morifolia Mast.
- Passiflora moritziana Planch.
- Passiflora mucronata Lam.
- Passiflora mucugeana T.S. Nunes & L.P. Queiroz
- Passiflora muelleriana (Regel) Mast.
- Passiflora multiflora L.
- Passiflora multiformis Jacq.
- Passiflora munchiquensis A. Hernández
- Passiflora muralis Barb. Rodr.
- Passiflora muricinea Mill.
- Passiflora murucuja L.
- Passiflora mutisii Killip
- Passiflora myriadenia Lem.
- Passiflora nana J.M. MacDougal
- Passiflora naviculata Griseb.
- Passiflora neillei Regel
- Passiflora nelsonii Mast. & Rose
- Passiflora nemorosa Rojas Acosta
- Passiflora nephrodes Mast.
- Passiflora neumannii A.Cels & J.F.Cels
- Passiflora nigelliflora Hook.
- Passiflora nigra Jacq.
- Passiflora nigradenia Rusby
- Passiflora niorbo Planch. ex Triana & Planch.
- Passiflora nipaulensis G. Don
- Passiflora nipensis Britton
- Passiflora nitens J.R. Johnst.
- Passiflora nitida Kunth
- Passiflora normalis L.
- Passiflora nubicola J.M. MacDougal
- Passiflora nuriensis Steyerm.
- Passiflora nymphaeoides H. Karst.
- Passiflora oaxacensis J.M. MacDougal
- Passiflora oblongata Sw.
- Passiflora oblongifolia Pulle
- Passiflora obovata Killip
- Passiflora obscura Lindl.
- Passiflora obtusa Vell.
- Passiflora obtusifolia Sessé & Moc.
- Passiflora obtusiloba Mast.
- Passiflora ocanensis Planch. & Linden
- Passiflora occidentalis J.M. MacDougal & Hernández, Aleja
- Passiflora octandra Gagnep.
- Passiflora oerstedii Mast.
- Passiflora oliviformis Mill.
- Passiflora onychina Lindl.
- Passiflora orbiculata Cav.
- Passiflora orbifolia Planch. & Linden ex Triana & Planch.
- Passiflora organensis Gardner
- Passiflora ornata Kunth
- Passiflora ornithoura Mast.
- Passiflora ovalis Vell. ex M. Roem.
- Passiflora ovata Jos. Martin ex DC.
- Passiflora oviformis M. Roem.
- Passiflora pachyantha Killip
- Passiflora pacifica L.K. Escobar
- Passiflora pala Planch. & Linden ex Triana & Planch.
- Passiflora palenquensis Holm-Niels. & Lawesson
- Passiflora pallens Poepp. ex Mast.
- Passiflora pallida L.
- Passiflora pallidiflora Bertol.
- Passiflora palmata Lnk. ex Loudon
- Passiflora palmatisecta Mast.
- Passiflora palmeri Rose
- Passiflora pamplonensis Planch. & Linden ex Triana & Planch.
- Passiflora panamensis Killip
- Passiflora pannosa Sm.
- Passiflora papilio H.L. Li
- Passiflora paraguayensis Chodat
- Passiflora parahybensis Barb. Rodr.
- Passiflora pardifolia Vanderpl.
- Passiflora parritae (Mast.) L.H. Bailey
- Passiflora parviflora Sw.
- Passiflora parvifolia (DC.) Harms
- Passiflora parvipetala P. Jørg.
- Passiflora pascoensis L.K. Escobar
- Passiflora passiflora munchiquensis ex Hernandez ined.
- Passiflora passiflora occidentalis Hernandez ined.
- Passiflora passiflora urnaefolia Rusby
- Passiflora patula J.C. Wendl.
- Passiflora paulensis Killip
- Passiflora pavonis Mast.
- Passiflora pectinata Griseb.
- Passiflora pectinifera W. Thomps.
- Passiflora pedata L.
- Passiflora pedicellaris J.M. MacDougal
- Passiflora pediculata Mast.
- Passiflora peduncularis Cav.
- Passiflora pedunculata hort. ex Mast.
- Passiflora peltata Cav.
- Passiflora penangiana Wall. ex G. Don
- Passiflora pendens J.M. MacDougal
- Passiflora penduliflora Bertero ex DC.
- Passiflora pennellii Killip
- Passiflora pennipes Sm.
- Passiflora pentagona Mast.
- Passiflora perakensis Hallier f.
- Passiflora perfoliata L.
- Passiflora pergrandis Holm-Niels. & Lawesson
- Passiflora perlobata Killip
- Passiflora perpera Mast.
- Passiflora pertriloba Merr.
- Passiflora pertusa Vell.
- Passiflora pfordtii hort.
- Passiflora phaeocaula Killip
- Passiflora phellos Feuillet
- Passiflora philippinensis Elmer
- Passiflora phoenicia Lindl.
- Passiflora physocalymma S.F. Blake
- Passiflora picroderma Barb. Rodr.
- Passiflora picturata Ker Gawl.
- Passiflora piligera Gardner
- Passiflora pilosa Ruiz & Pav. ex DC.
- Passiflora pilosicorona Sacco
- Passiflora pilosissima Killip
- Passiflora pilosocorona Sacco
- Passiflora pinardia Buc'hoz
- Passiflora pinnatifolia Molina
- Passiflora pinnatistipula Cav.
- Passiflora pisonis Kostel.
- Passiflora pittieri Mast.
- Passiflora platyceras Harms
- Passiflora platyloba Killip
- Passiflora platyneura Eastw.
- Passiflora platystyla Mast.
- Passiflora plumosa Feuillet & Cremers
- Passiflora podadenia Killip
- Passiflora podlechii Skrabal & Weigend
- Passiflora poeppigii Mast.
- Passiflora pohlii Mast.
- Passiflora polignacia Buc'hoz
- Passiflora polyadena Vell.
- Passiflora pomifera M. Roem.
- Passiflora popayanensis Killip
- Passiflora popenovii Killip
- Passiflora populifolia Triana & Planch.
- Passiflora porophylla Vell.
- Passiflora porphyretica Mast.
- Passiflora poslae R. Vanderpl. & R. Boender
- Passiflora praeacuta Mast.
- Passiflora praemorsa T. Boza
- Passiflora princeps Lodd.
- Passiflora pringlei B.L. Rob. & Greenm.
- Passiflora prolata Mast.
- Passiflora pruinosa Mast.
- Passiflora pseudociliata Britton
- Passiflora pseudosuberosa Fisch.
- Passiflora psilantha (Sodiro) Killip
- Passiflora pterocarpa J.M. MacDougal
- Passiflora pubera Planch. & Linden ex Triana & Planch.
- Passiflora puberula Hook. f.
- Passiflora pubescens Kunth
- Passiflora pulchella Kunth
- Passiflora punctata L.
- Passiflora punicea Ruiz & Pav. ex DC.
- Passiflora purdiei Killip
- Passiflora purpusii Killip
- Passiflora purusana Huber
- Passiflora pusilla J.M. MacDougal
- Passiflora putumayensis Killip
- Passiflora pyriformis DC.
- Passiflora pyrrhantha Harms
- Passiflora quadrangularis L.
- Passiflora quadrifaria Vanderpl.
- Passiflora quadriflora Killip
- Passiflora quadriglandulosa Rodschied
- Passiflora quelchii N.E. Br.
- Passiflora quercetorum Killip
- Passiflora quetzal J.M. MacDougal
- Passiflora quindiensis Killip
- Passiflora quinquangularis S. Calderón ex J.M. MacDougal
- Passiflora quitensis Killip
- Passiflora racemosa Brot.
- Passiflora racemosa x coccinea Brot. & Aubl.
- Passiflora raddiana DC.
- Passiflora raimondii Killip
- Passiflora recurva Mast.
- Passiflora reflexa Sm.
- Passiflora reflexiflora Cav.
- Passiflora regalis Macfad. ex Griseb.
- Passiflora reitzii Sacco
- Passiflora resticulata Mast. & André
- Passiflora reticulata C. Wright
- Passiflora retipetala Mast.
- Passiflora retrorsa Killip
- Passiflora retusa Hook.
- Passiflora rhamnifolia Mast.
- Passiflora rhodantha Harms
- Passiflora rhombiformis S.Y. Bao
- Passiflora rigidifolia Killip
- Passiflora rigidula J. Jacq.
- Passiflora riparia Mart. ex Mast.
- Passiflora rohrii DC.
- Passiflora rojasii Hassl. ex Harms
- Passiflora roseorum Killip
- Passiflora rotundifolia L.
- Passiflora rovirosae Killip
- Passiflora rubra L.
- Passiflora rubricaulis Jacq.
- Passiflora rubrotincta Killip
- Passiflora rufa Feuillet & J.M. MacDougal
- Passiflora rufostipulata Feuillet
- Passiflora rugosa (Mast.) Triana & Planch.
- Passiflora rugosissima Killip
- Passiflora runa L.K. Escobar
- Passiflora rusbyi Mast.
- Passiflora saccoi Cervi
- Passiflora sagasteguii Skrabal & Weigend
- Passiflora salmonea Harms
- Passiflora salvadorensis Donn. Sm.
- Passiflora samoensis Exell
- Passiflora sanchezii Skrabal & Weigend
- Passiflora sanctae-mariae J.M. MacDougal
- Passiflora sanctaebarbarae Holm-Niels. & P. Jørg.
- Passiflora sandrae J.M. MacDougal
- Passiflora sanguinea Sm.
- Passiflora sanguinolenta Mast. & Linden
- Passiflora santiagana (Killip) Borhidi
- Passiflora saponaria Blanco
- Passiflora sarcosepala Barb. Rodr.
- Passiflora saulensis Feuillet
- Passiflora saxicola Gontsch.
- Passiflora scabra Sessé & Moc.
- Passiflora schlimiana Regel
- Passiflora schultzei Harms
- Passiflora sclerophylla Harms
- Passiflora securiclata Mast.
- Passiflora seemannii Griseb.
- Passiflora seguinii H. Lév. & Vaniot
- Passiflora selloi Dehnh.
- Passiflora semiciliosa Planch. & Linden ex Triana & Planch.
- Passiflora sengaporeana Steud.
- Passiflora septenata DC.
- Passiflora septiflora P. Jørg. & J.M. MacDougal
- Passiflora serrata L.
- Passiflora serratifolia L.
- Passiflora serratistipula DC.
- Passiflora serratodigitata L.
- Passiflora serrulata Jacq.
- Passiflora servitensis H. Karst.
- Passiflora setacea DC.
- Passiflora setulosa Killip
- Passiflora sexflora Juss.
- Passiflora sexocellata Schltdl.
- Passiflora shaferi Britton
- Passiflora siamica Craib
- Passiflora sicyoides Schltdl. & Cham.
- Passiflora sidiifolia M. Roem.
- Passiflora sierrae L.K. Escobar
- Passiflora silvestris Vell.
- Passiflora silvicola Barb. Rodr.
- Passiflora singaporeana Wall. ex G. Don
- Passiflora skiantha Huber
- Passiflora smilacifolia J.M. MacDougal
- Passiflora smithii Killip
- Passiflora sodiroi Harms
- Passiflora solomonii L.K. Escobar
- Passiflora sp.
- Passiflora sp. nov.
- Passiflora sparrei Holm-Niels.
- Passiflora spathulata Mast.
- Passiflora speciosa Gardner
- Passiflora spectabilis Killip
- Passiflora sphaerocarpa Triana & Planch.
- Passiflora spicata Mast.
- Passiflora spinosa (Poepp. & Endl.) Mast.
- Passiflora spirei G. Cusset
- Passiflora sprucei Mast.
- Passiflora standleyi Killip
- Passiflora steinbachii Harms
- Passiflora stellata Moritz ex Killip
- Passiflora stenoloba Urb.
- Passiflora stenophylla Hoffmanns.
- Passiflora stenosepala Killip
- Passiflora stipulata Aubl.
- Passiflora storckii (Seem.) Drake
- Passiflora suberosa L.
- Passiflora subfertilis J.M. MacDougal
- Passiflora sublanceolata (Killip) J.M. MacDougal
- Passiflora subpeltata Ortega
- Passiflora subpurpurea P. Jørg. & Holm-Niels.
- Passiflora subrotunda Mast.
- Passiflora subtriloba Mutis
- Passiflora subulata Mast.
- Passiflora sulcata Jacq.
- Passiflora sumatrana Blume
- Passiflora surinamensis Miq.
- Passiflora sururuca Vell.
- Passiflora swartzii (DC.) Mast.
- Passiflora tacanensis Port.-Utl.
- Passiflora tacso Cav.
- Passiflora tacsonioides Griseb.
- Passiflora talamancensis Killip
- Passiflora tarapotina Harms
- Passiflora tarminiana Coppens & V.E. Barney
- Passiflora tatei Killip & Rusby
- Passiflora tecta Feuillet
- Passiflora telesiphe S. Knapp & Mallet
- Passiflora tenella Killip
- Passiflora tenerifensis L.K. Escobar
- Passiflora tenuifila Killip
- Passiflora tenuiloba Engelm.
- Passiflora tesserula Skrabal & Weigend
- Passiflora tessmannii Harms
- Passiflora tetraden Vell.
- Passiflora tetradena DC.
- Passiflora tetragona M. Roem.
- Passiflora tetrandra Banks ex DC.
- Passiflora thaumasiantha Harms
- Passiflora theobromifolia DC.
- Passiflora tholozanii Sacco
- Passiflora tica Gómez-Laur. & L.D. Gómez
- Passiflora tiliifolia L.
- Passiflora timorensis (Blume) Span.
- Passiflora tina R. Boender & Ulmer
- Passiflora tinifolia Juss.
- Passiflora tolimana Harms
- Passiflora tomentosa Lam.
- Passiflora tonkinensis W.J. de Wilde
- Passiflora torta Mast.
- Passiflora toxicaria Barb. Rodr.
- Passiflora translinearis Rusby
- Passiflora transversa Mast.
- Passiflora transversalis M.L. Milward de Azevedo
- Passiflora trialata Feuillet & J.M. MacDougal
- Passiflora trianae Killip
- Passiflora tribolophylla Harms
- Passiflora trichopoda J.M. MacDougal
- Passiflora tricuspis Mast.
- Passiflora tridactylites Hook. f.
- Passiflora trifasciata Lem.
- Passiflora triflora Macfad. ex Griseb.
- Passiflora trifoliata Cav.
- Passiflora trigona Ruiz & Pav. ex DC.
- Passiflora triloba Ruiz & Pav. ex DC.
- Passiflora trinervia (Juss.) Poir.
- Passiflora trinifolia Mast.
- Passiflora trintae Sacco
- Passiflora tripartita (Juss.) Poir.
- Passiflora triquetra Lam. ex Mast.
- Passiflora trisecta Mast.
- Passiflora trisetosa DC.
- Passiflora trisulca Mast.
- Passiflora trochlearis P. Jørg.
- Passiflora truncata Regel
- Passiflora truxillensis Planch. & Linden ex Triana & Planch.
- Passiflora tryphostemmatoides Harms
- Passiflora tuberosa Jacq.
- Passiflora tubiflora Kunth
- Passiflora tucumanensis Hook.
- Passiflora tulae Urb.
- Passiflora tuxtlensis Sessé & Moc.
- Passiflora uleana Dusén
- Passiflora ulmeri Schwerdtf.
- Passiflora ulmifolia Aiton (ex W. H. Baxter & G. Don in Loudon)
- Passiflora umbilicata (Griseb.) Harms
- Passiflora uncinata J.M. MacDougal
- Passiflora unipetala P. Jørg., Muchhala & J.M. MacDougal
- Passiflora uraniae Thiéb.-Bern.
- Passiflora urbaniana Killip
- Passiflora urceolata (Mast.) Killip
- Passiflora uribei L.K. Escobar
- Passiflora urnifolia Rusby
- Passiflora ursina Killip & Cuatrec.
- Passiflora urubiciensis Cervi
- Passiflora vanvolxemii (Hook.) Triana & Planch.
- Passiflora varanzof Carrière
- Passiflora variegata Mill.
- Passiflora variolata Poepp. & Endl.
- Passiflora velata Mast.
- Passiflora vellozii Gardner
- Passiflora velutina DC.
- Passiflora venosa Rusby
- Passiflora venusta R. Vásquez & M. Delanoy
- Passiflora veraguasensis J.M. MacDougal
- Passiflora vernicosa Barb. Rodr.
- Passiflora verrecunda Salisb.
- Passiflora verrucifera Lindl.
- Passiflora verruculosa Weinm.
- Passiflora vescoi Rignon
- Passiflora vesicaria L.
- Passiflora vespertilio L.
- Passiflora vestita Killip
- Passiflora villosa Vell.
- Passiflora violacea Vell.
- Passiflora virens Warm.
- Passiflora viridescens L.K. Escobar
- Passiflora viridiflora Cav.
- Passiflora vitacea Deginani
- Passiflora vitiensis (Seem.) Mast.
- Passiflora vitifolia Kunth
- Passiflora walkeri Wight
- Passiflora warei Nutt.
- Passiflora warmingii Mast.
- Passiflora watsoniana Mast.
- Passiflora weberbaueri Harms
- Passiflora weberiana Mast.
- Passiflora weigendii Ulmer & Schwerdtf.
- Passiflora williamsii Killip
- Passiflora wilsonii Hemsl.
- Passiflora xiikzodz J.M. MacDougal
- Passiflora xishuangbannaensis Krosnick
- Passiflora yacumensis Rusby
- Passiflora yucatanensis Killip
- Passiflora yunnanensis Franch.
- Passiflora zamorana Killip
- Passiflora zucca Blanco

Selon World Register of Marine Species (1 janvier 2014) :
- Passiflora foetida Linnaeus, 1753

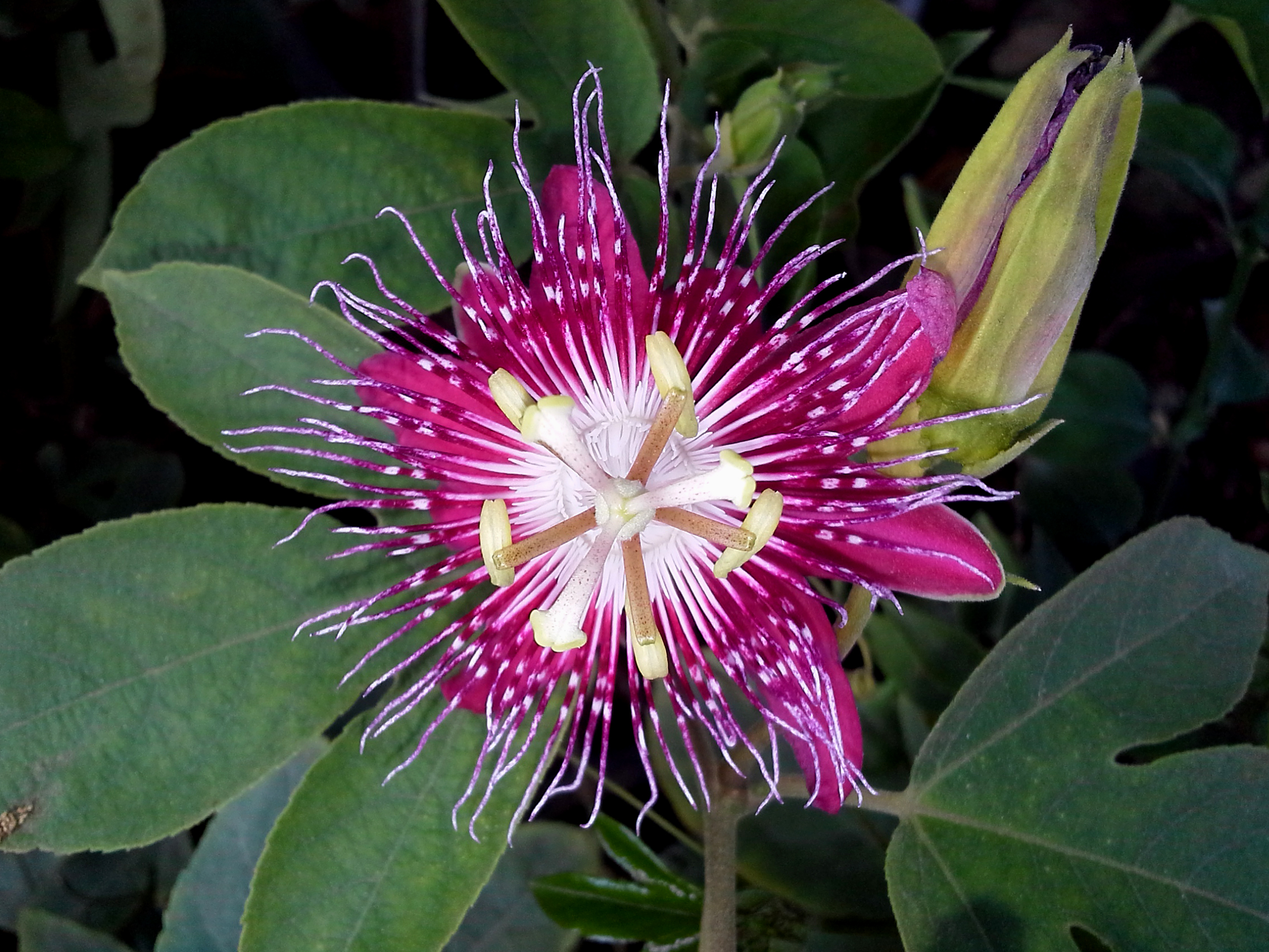
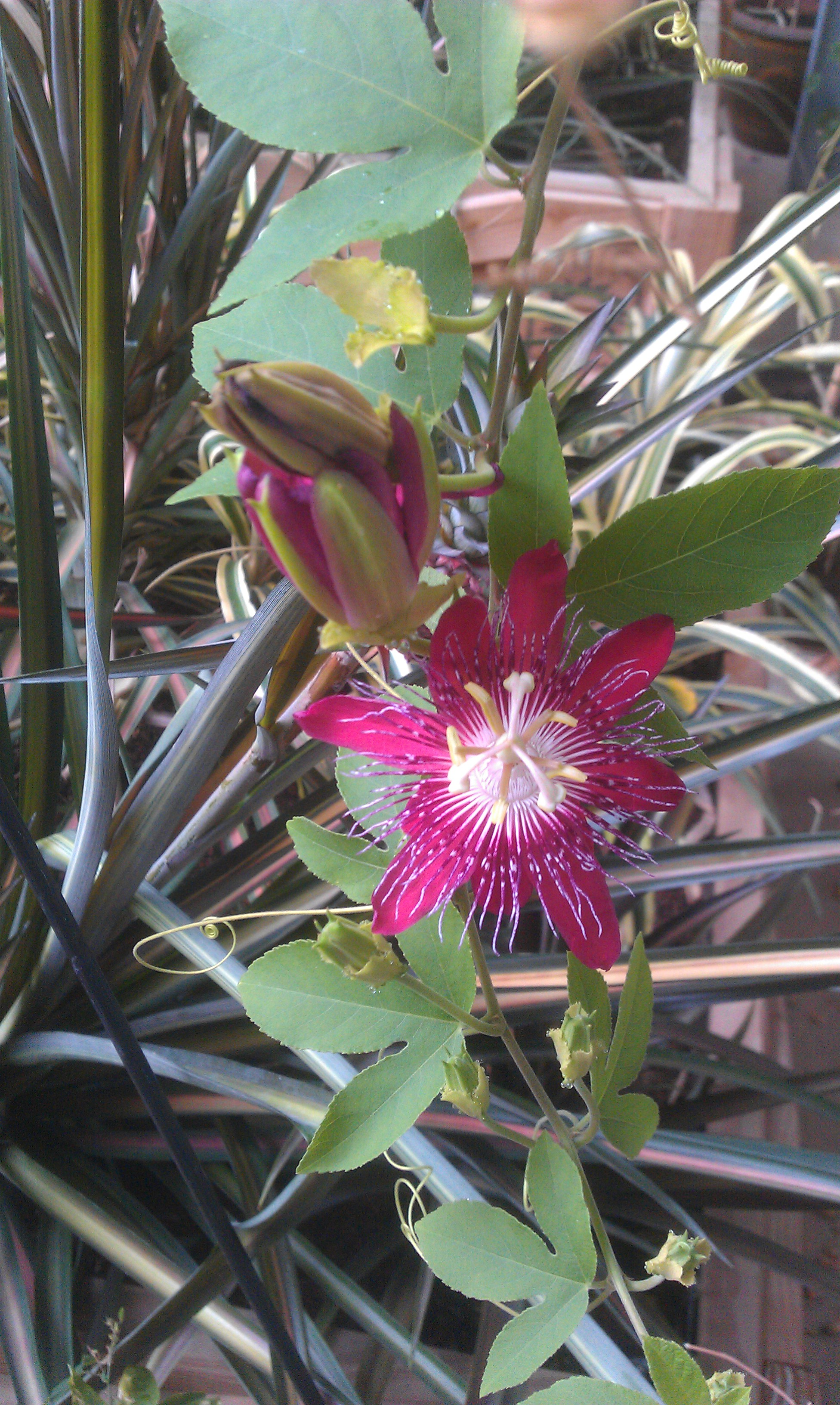
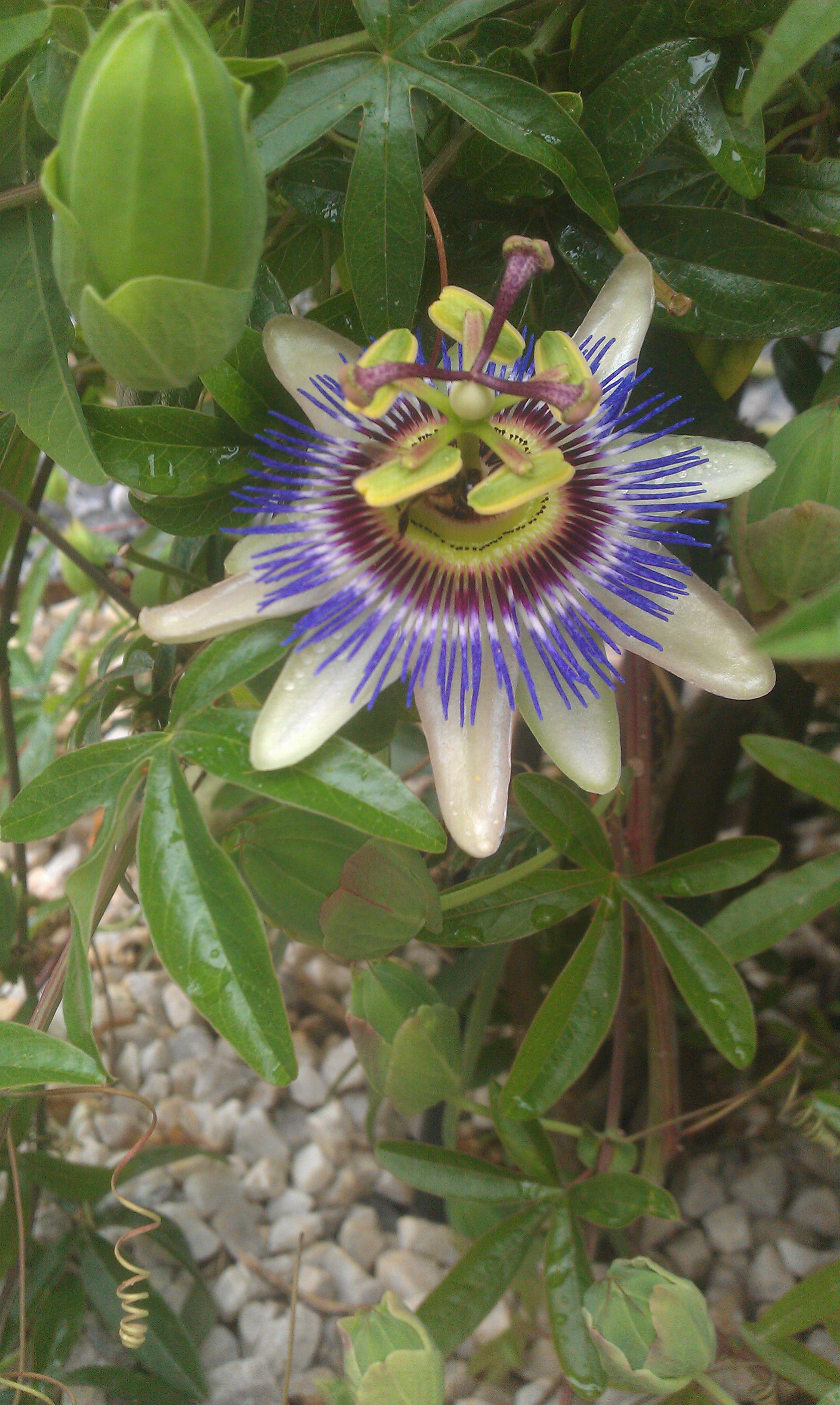
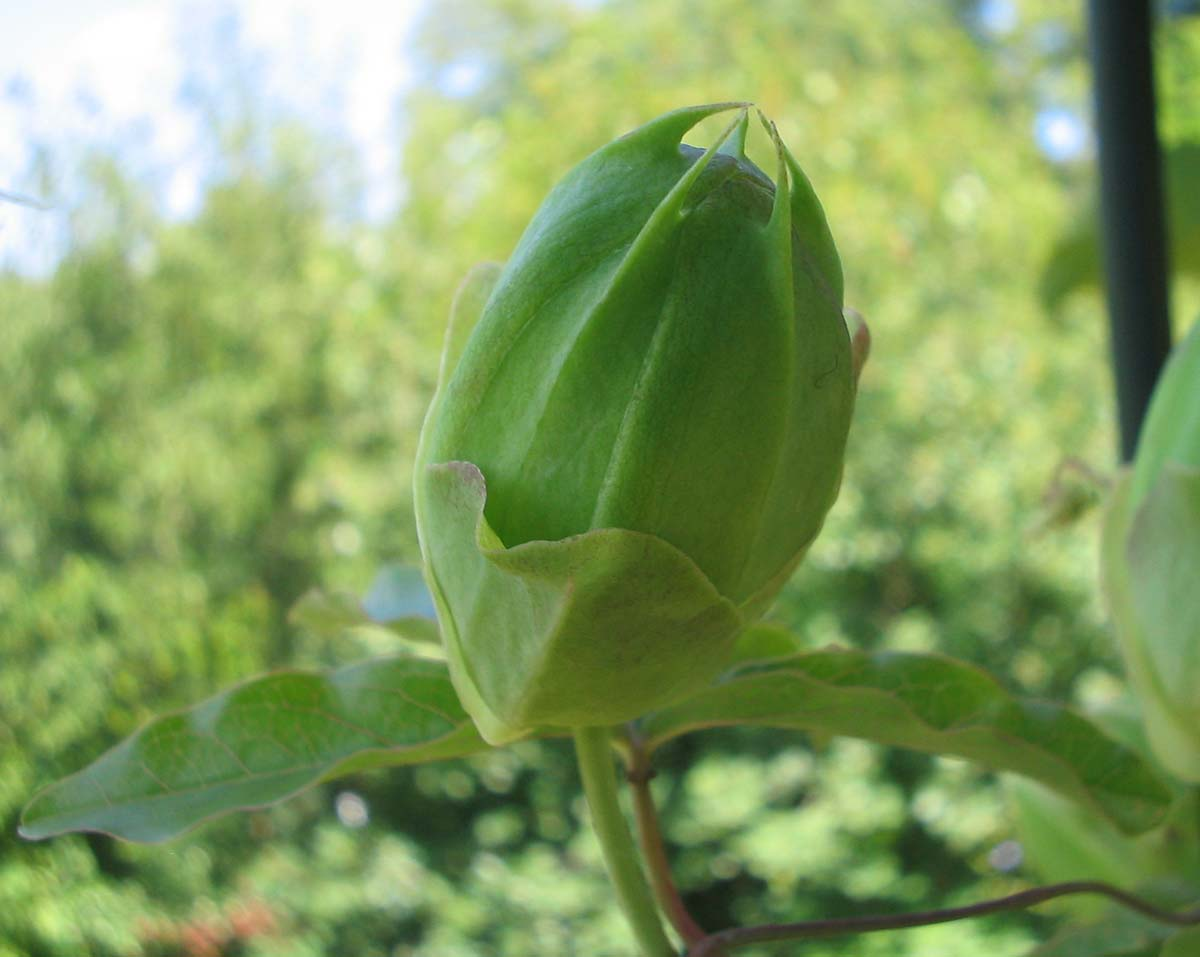
Bouton de Passiflora caerula
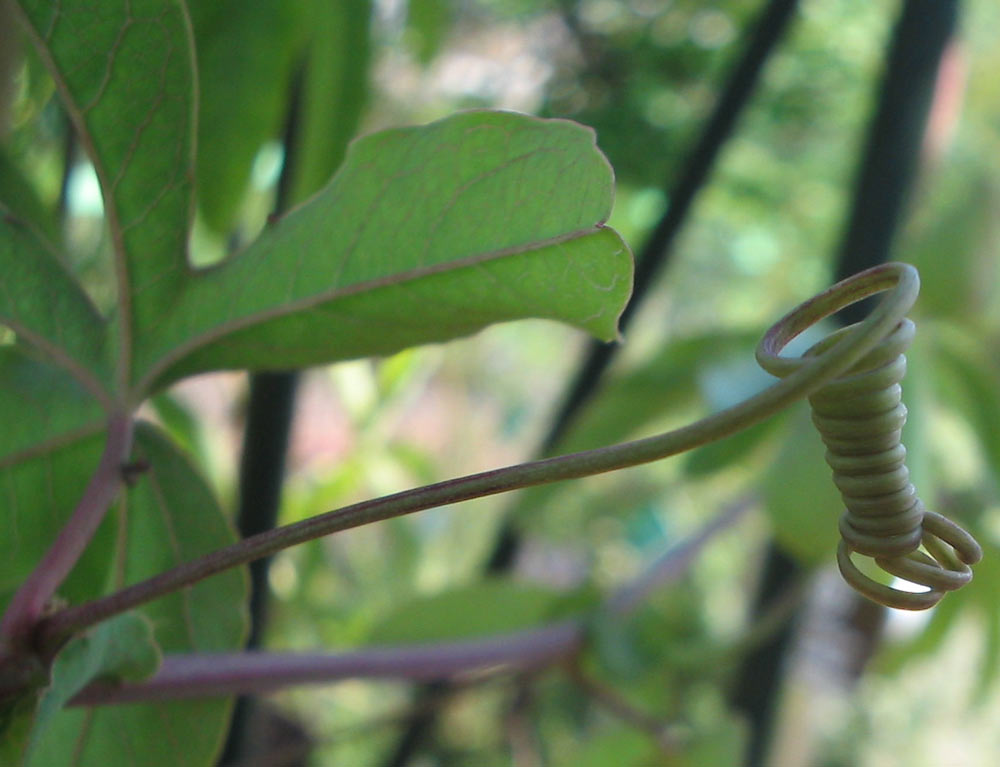
Vrille de Passiflora caerula
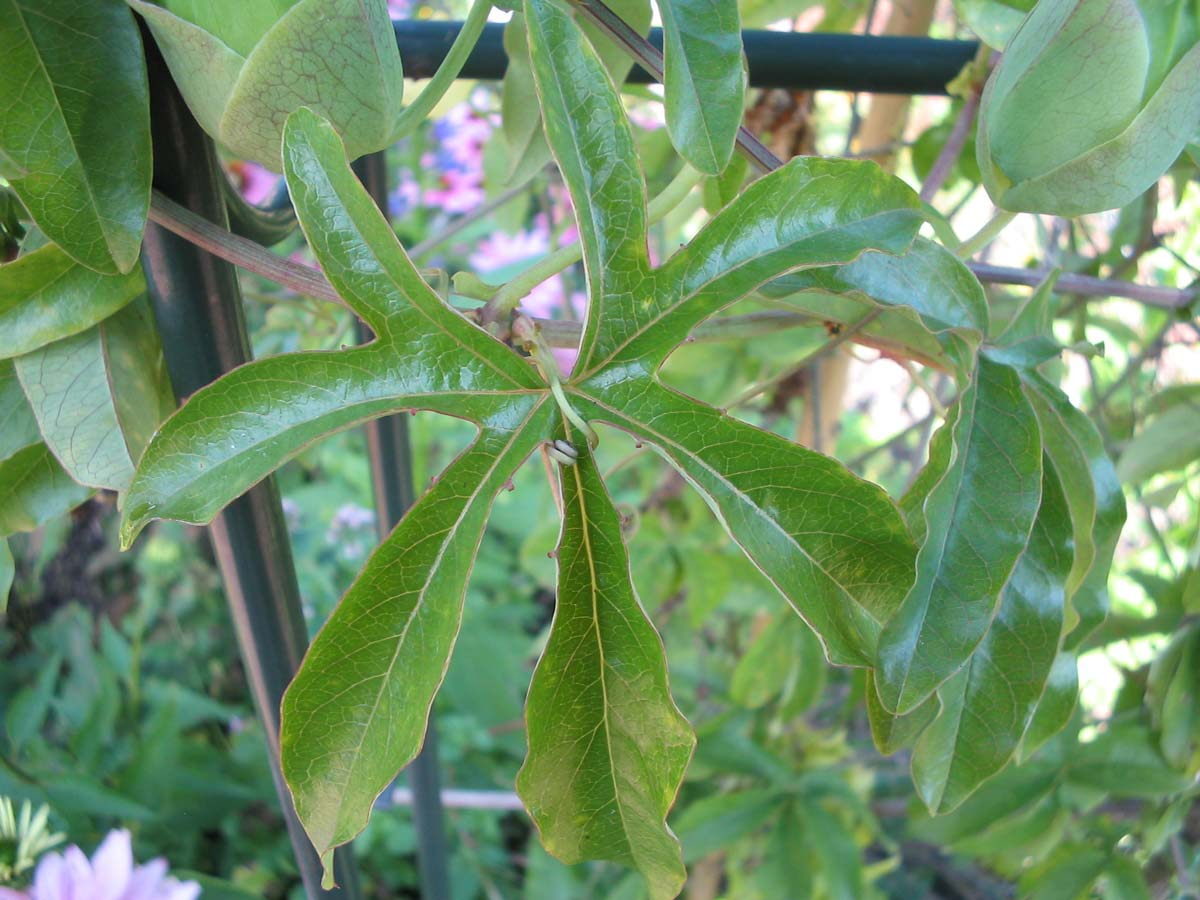
Feuille de Passiflora caerula
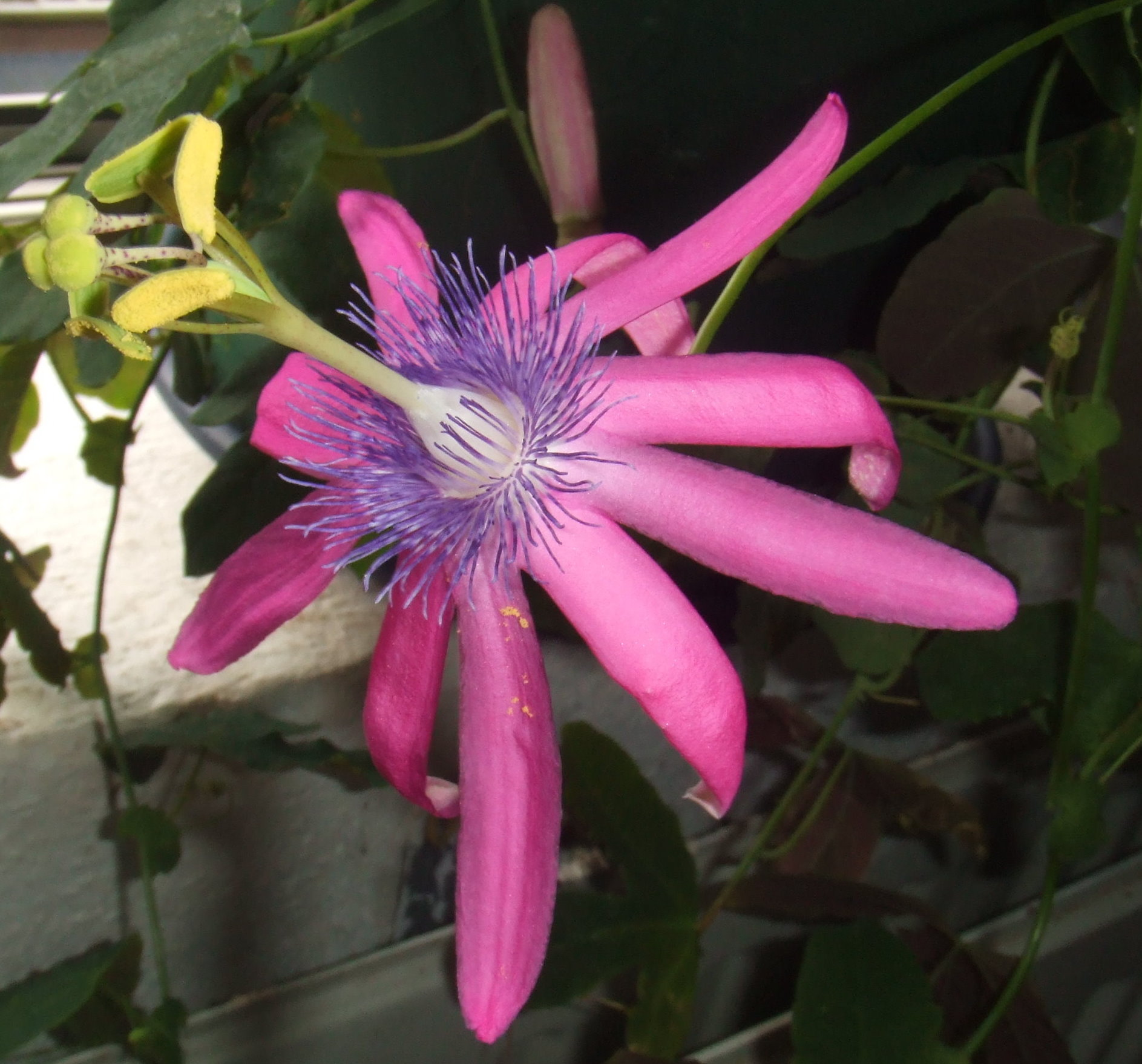
Fleur Passiflora kermesina
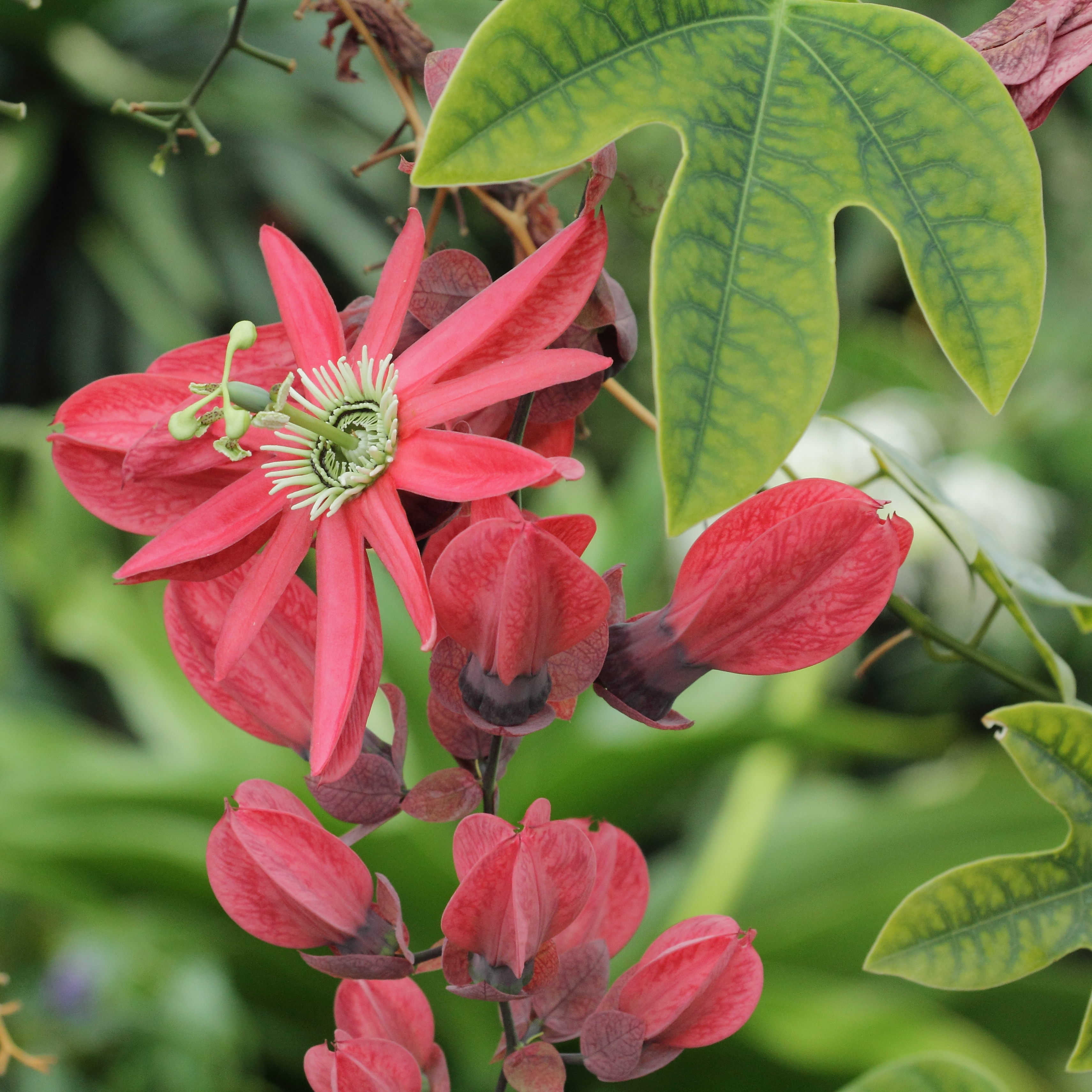
Passiflora racemosa
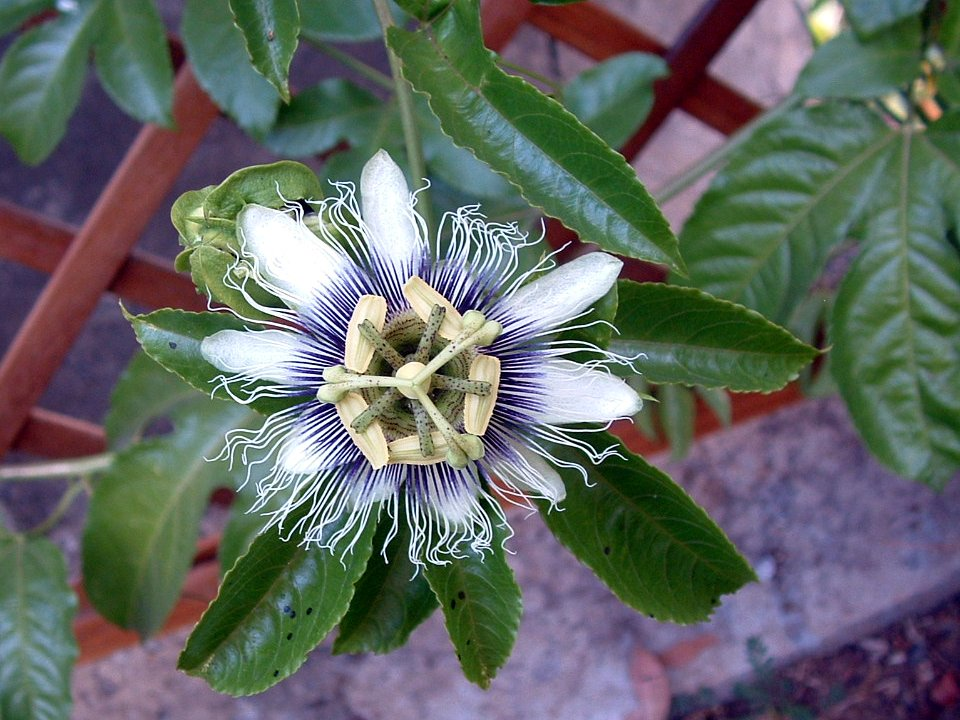
Passiflora edulis (fleur)
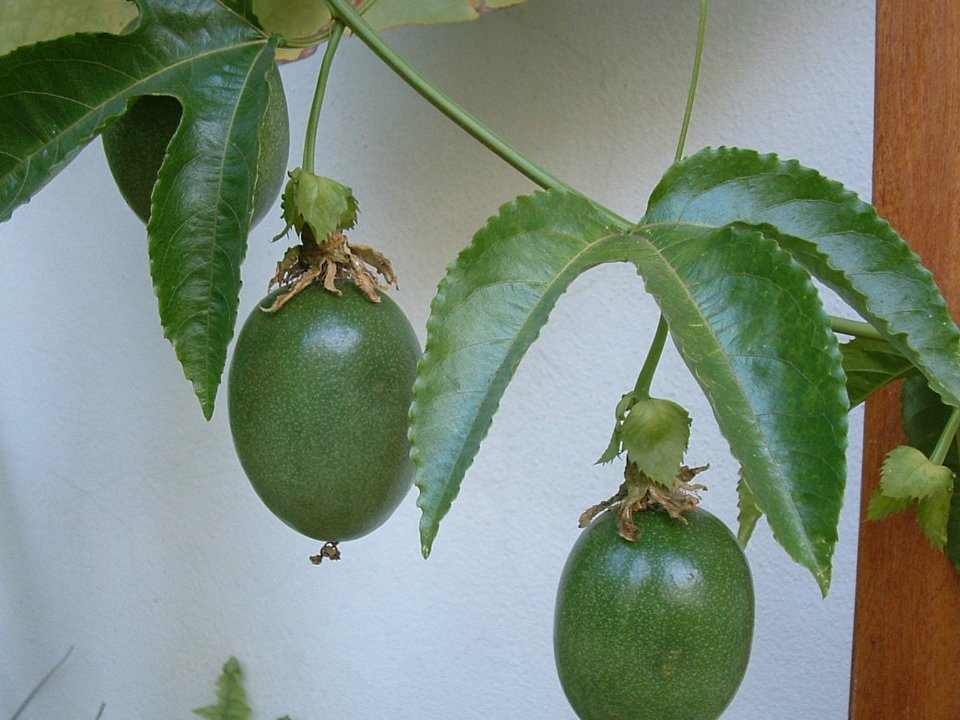
Passiflora edulis (fruit)
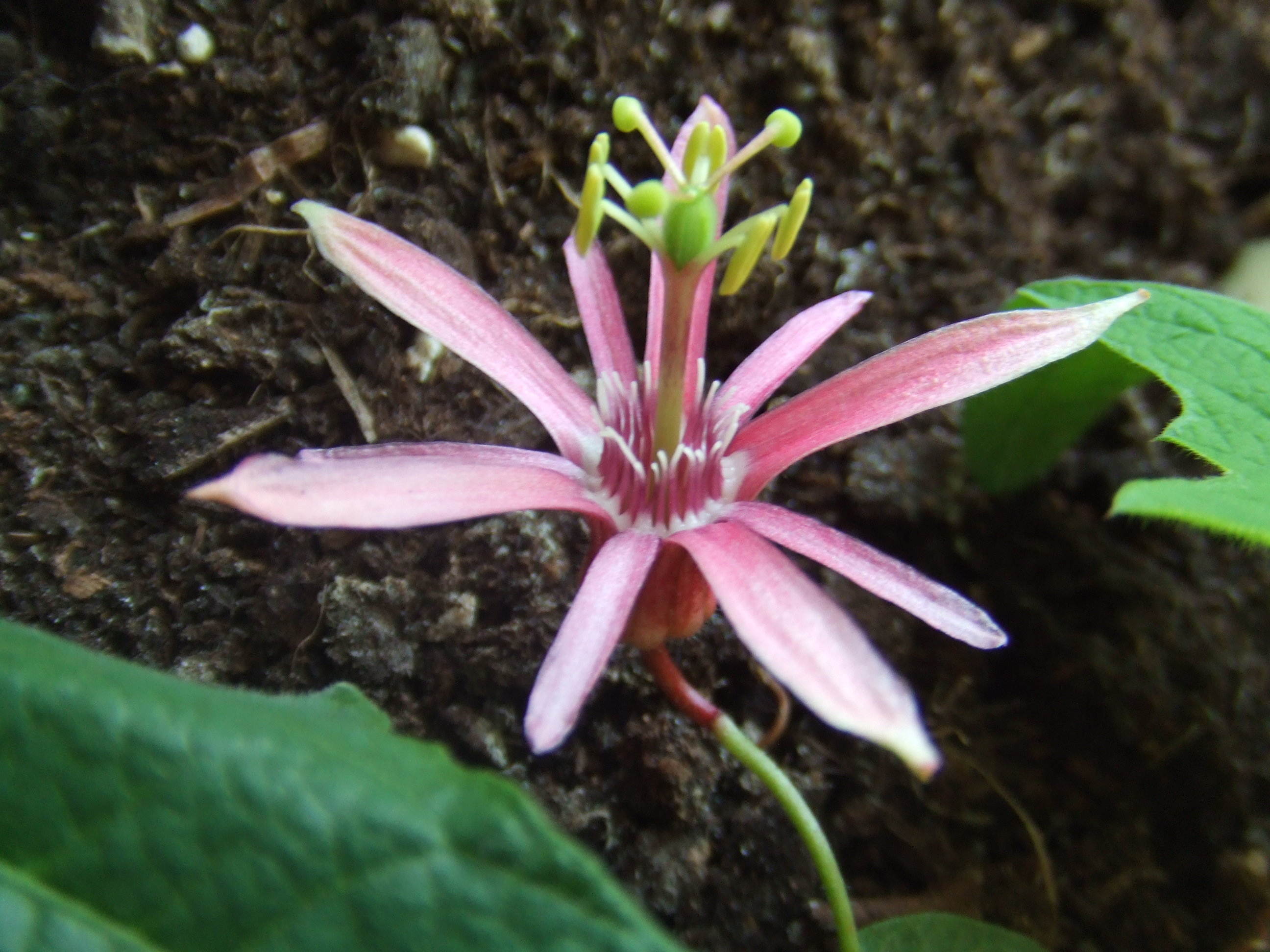
Passiflora sanguinolenta
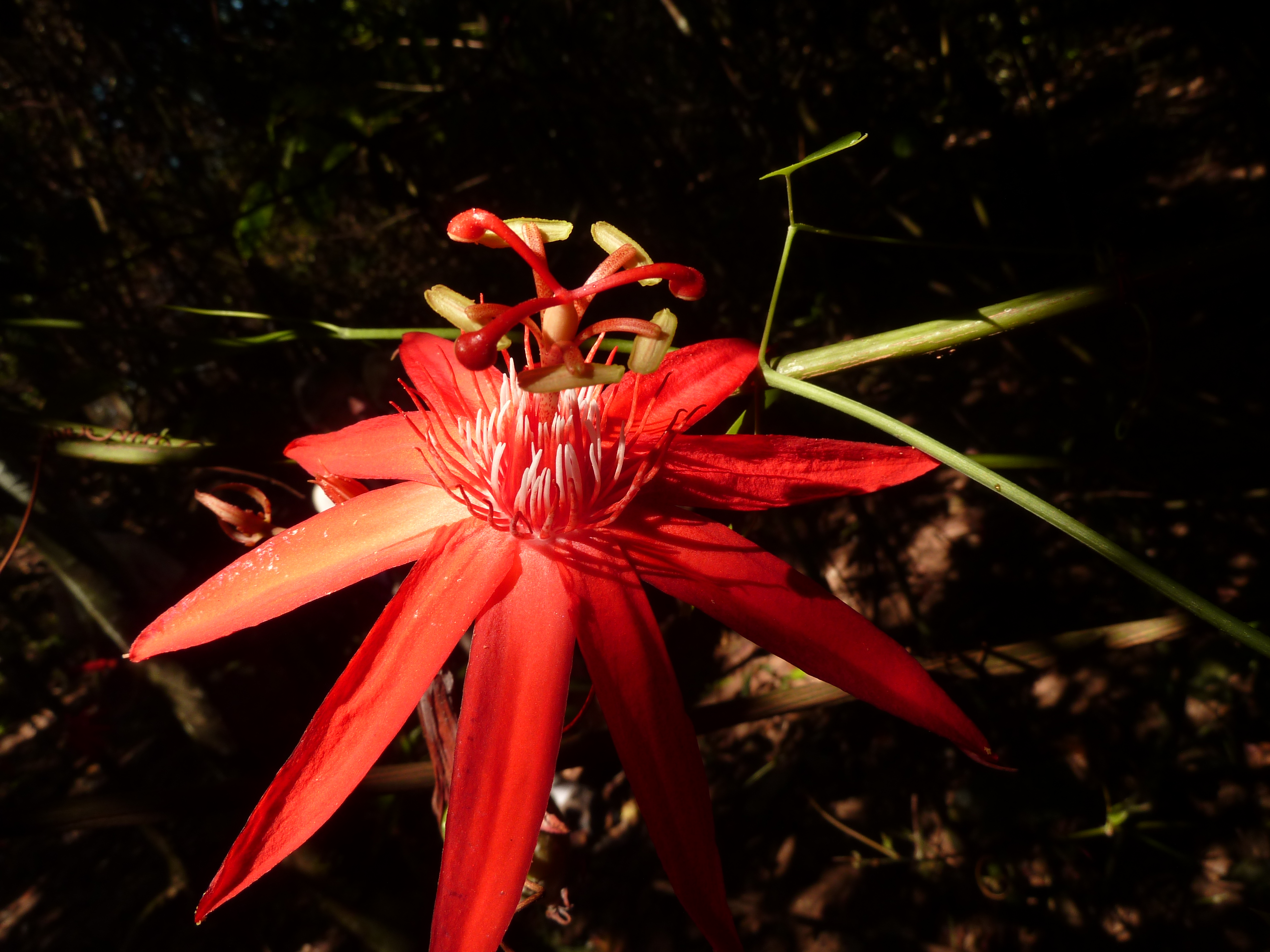
Passiflora vitifolia (P. à feuilles de vigne)
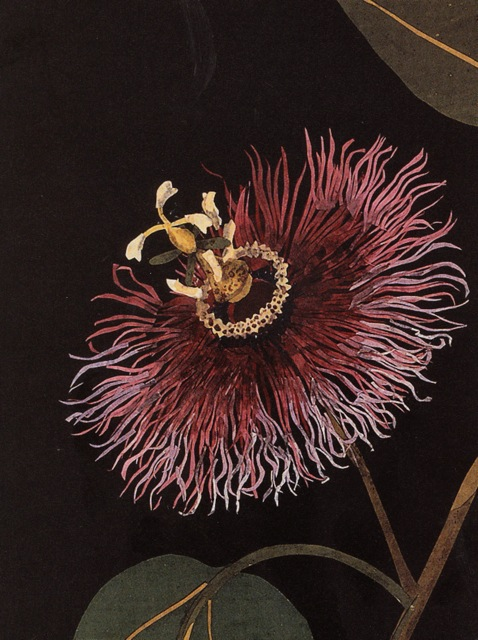
Passiflora laurifolia L., collage papier botanique, par Mary Delany (1700-1788).
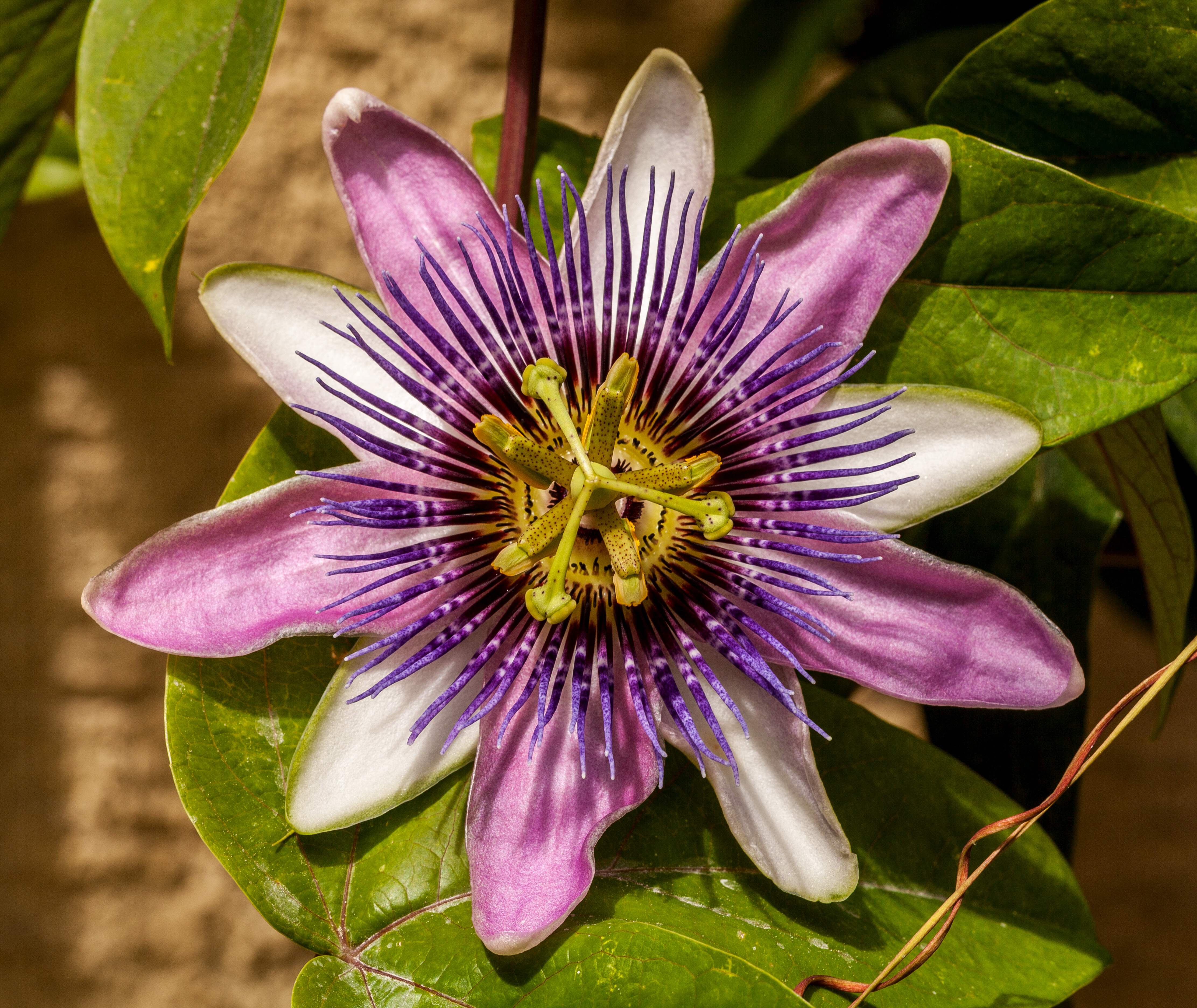
Fleur de passiflore.
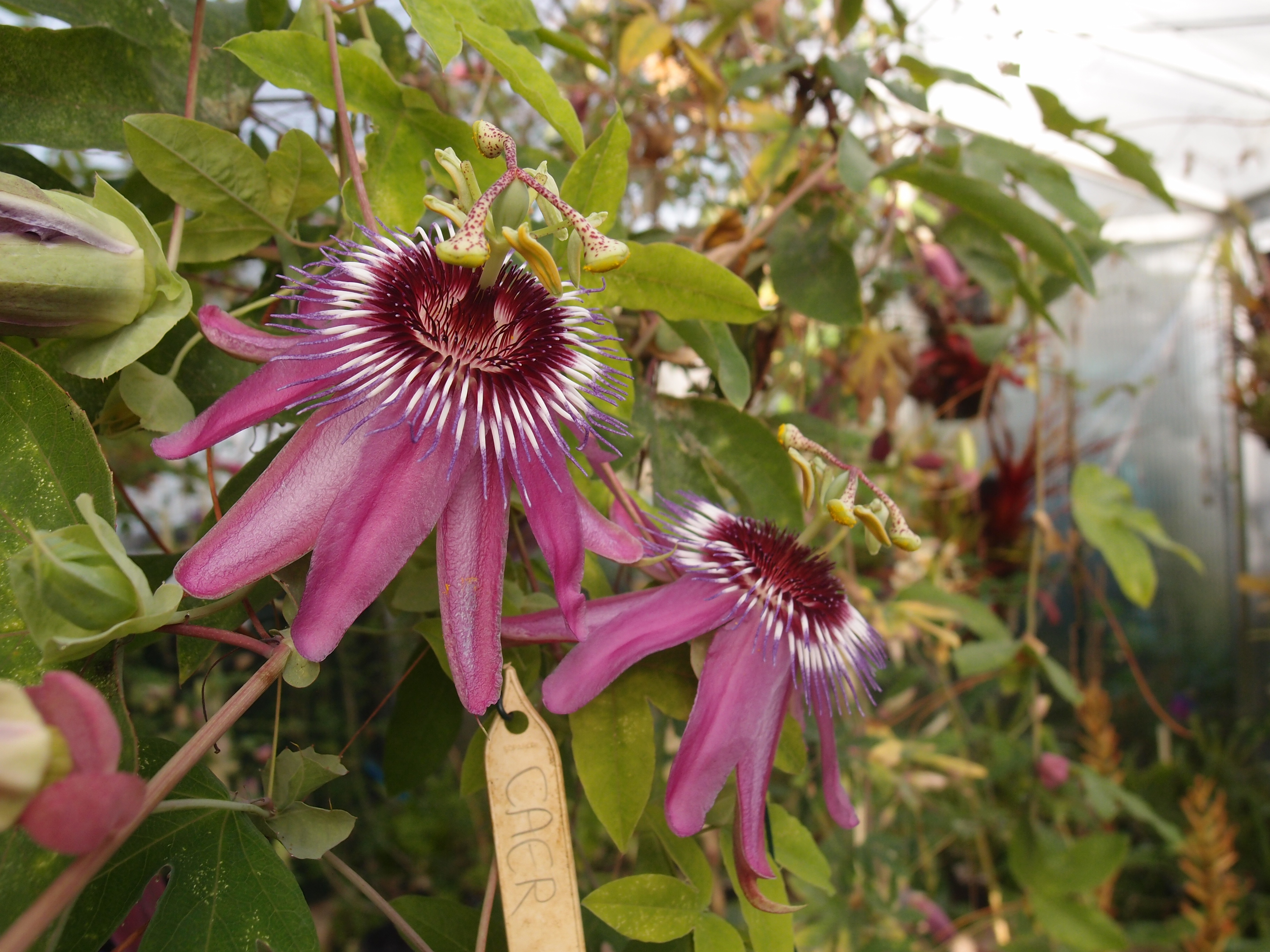
Passiflora 'Jardin Jungle 101' un hybride de P. gritensis & P. caerulea creée au jardin jungle
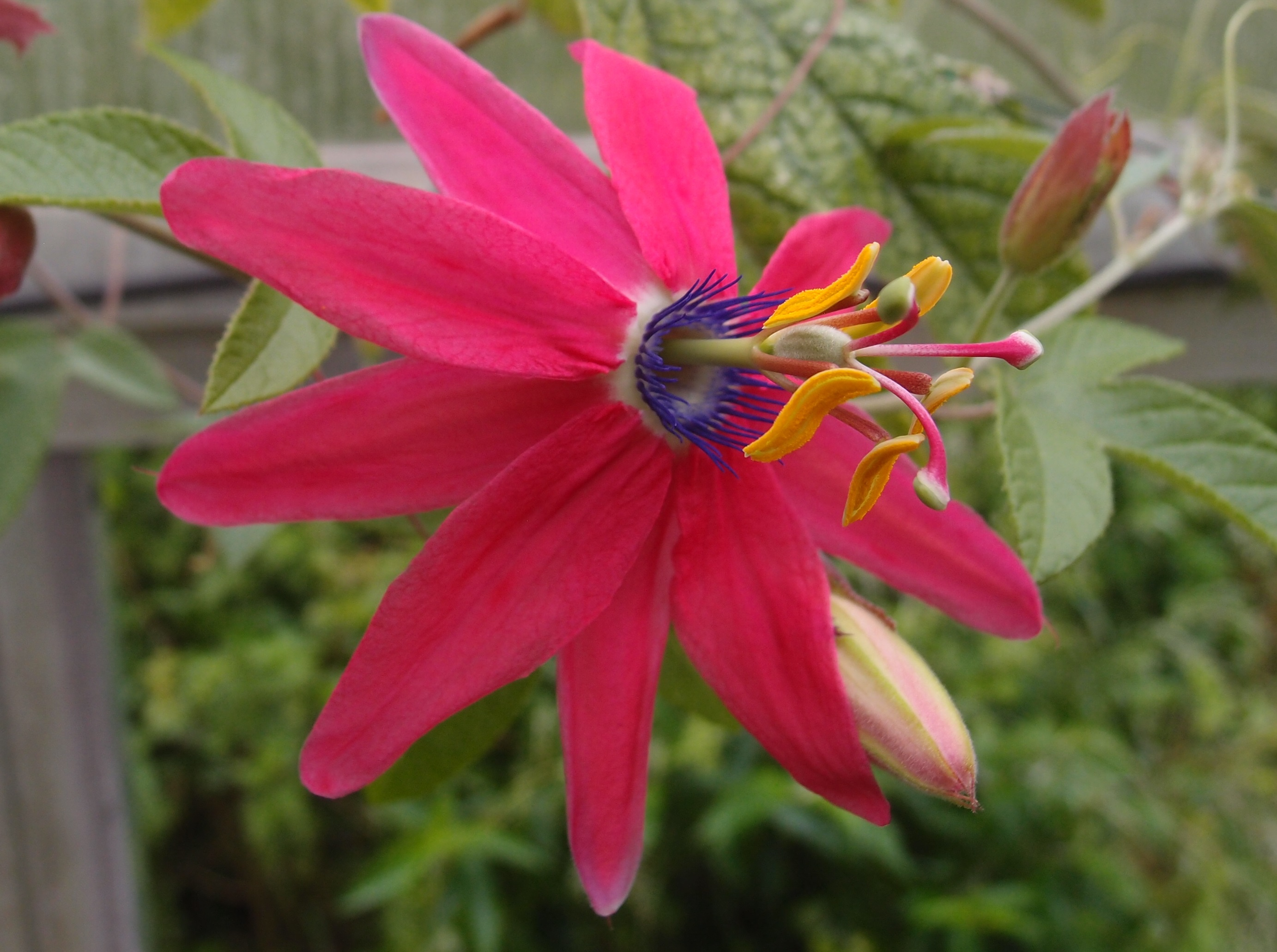
Passiflora 'Jardin Jungle 99' (grandioso x manicata) au Jardin Jungle